# Список птахів України
Список птахів фауни України складається з 433 видів, які нині трапляються або траплялися на території країни протягом останніх 150—180 років.
Серед орнітофауни України 3 види є інтродукованими, гніздовими або ймовірно гніздовими — 286, пролітними — 43, зимуючими — 187, залітними — 112.
Кількість видів птахів у фауні будь-якого регіону, зокрема й України, залежить від двох чинників — визнання достовірності виявлень окремих рідкісних видів у минулому, а також від застосування певного систематичного підходу (у різних класифікаційних системах один і той самий таксон може мати статус виду або підвиду).
Перелік і систематичний порядок видів наведено за класифікацією, використаною у виданні Handbook of the Birds of the World (електронна версія станом на вересень 2019 р.). Українські назви птахів подано за працями Г. В. Фесенка та А. А. Бокотея (2007), а також Г. В. Фесенка (2018).
Перелік складено на основі праці Г. В. Фесенка та А. А. Бокотея (2007), в якій наведено 424 види, і публікації В. М. Грищенка (2004), в якій згадано 423 види. Крім того, його доповнено за даними про реєстрації нових видів, котрі опубліковано пізніше. До складу орнітофауни України не включено деякі види, щодо яких не достатньо даних, завдяки яким можна було б впевнитися в достовірності визначення птахів (відсутні опудала, фото або детальні описи обставин реєстрації): непереконливим є визначення шуліки чорноплечого (Elanus caeruleus), якого начебто спостерігали в Західній Україні; яструба туркестанського (Accipiter badius), який, можливо, трапився в Херсонській області; галки червонодзьобої (Pyrrhocorax pyrrhocorax), яку, ймовірно, зареєстрували в Донецькій області. До переліку також не включено види, які не є характерними для фауни Європи: їх часто утримують в неволі, тому існує велика ймовірність виявлення у довкіллі окремих особин, що втекли з вольєрів. До таких видів належать свищ чилійський (Anas sibilatrix), що трапився в Івано-Франківській області, огар сіроголовий (Tadorna cana) — на Закарпатті, гуска єгипетська (Alopochen aegyptiacus), мандаринка (Aix galericulata), качка каролінська (Aix sponsa), лебідь чорний (Cygnus atratus) та деякі інші. Останній вид В. М. Грищенко пропонує включати до списку орнітофауни України на основі єдиного випадку гніздування змішаної пари (самець чорного лебедя та самка лебедя-шипуна) в 1994 р. у Кіровоградській області. Проте Г. В. Фесенко та І. В. Шидловський вважають таке включення безпідставним, оскільки наразі відсутні повідомлення про виникнення натуралізованої популяції цього виду в континентальній частині Європи. У переліку немає таких форм птахів, які трапляються в Україні, проте за класифікацією, прийнятою у Handbook of the Birds of the World, вони мають статус підвидів. Зокрема, це мартин східний (Larus heuglini) — є підвидом мартина чорнокрилого (Larus fuscus); трав'янка європейська (Saxicola rubicola) і трав'янка білошия (Saxicola maurus) — є підвидами трав'янки чорноголової (Saxicola torquata);
плиска чорноголова (Motacilla feldegg) і плиска жовтолоба (Motacilla lutea) — є підвидами плиски жовтої (Motacilla flava); чечітка біла (Acanthis hornemanni) — є підвидом чечітки звичайної (Acanthis flammea). До переліку не включено сорокопуда степового (Lanius pallidirostris), якого спостерігали на півдні України, проте такий вид за згаданою систематикою не виділяють. Виняток зроблено лише для сірої ворони (Corvus cornix), яку в англомовному виданні вважають підвидом ворони чорної (Corvus corone): ці таксони подано в ранзі окремих видів для уникнення можливої плутанини щодо їхнього статусу в Україні.
Статус та інформацію про поширення видів подано за працями Г. В. Фесенка та А. А. Бокотея (2002, 2007), якщо не вказано інших джерел.

## Пояснення до таблиці
Види, котрі позначено *, включено до списку фауни України на основі лише згадування в літературі про їх реєстрацію, але опудала або чіткої фотографії виявленого птаха в музейних фондах або будь-яких фототек немає.

### Автор таксона
Прізвище автора таксона подано латиницею (повністю, чи усталеним скороченням) з гіперпосиланням на біографічну статтю. Рік наукового опису через кому. Авторство в дужках означає, що вид був перенесений до іншого роду в порівнянні з первинним описом.

### Природоохоронний статус
Теги, що використовуються для виділення охоронного статусу кожного виду за оцінками МСОП:
| Вимерлий вид                        | Extinct               | Зниклий                          |
| Вид, що вимер у дикій природі       | Extinct in the Wild   | Зниклий у дикій природі          |
| Вид на межі зникнення               | Critically Endangered | Перебуває під критичною загрозою |
| Перебуває під загрозою зникнення    | Endangered            | Перебуває під загрозою           |
| Уразливий вид                       | Vulnerable            | Уразливий                        |
| Вид, близький до загрозливого стану | Near Threatened       | Близький до загрозливого стану   |
| Вид поза небезпекою                 | Least Concern         | У найменшій загрозі              |
| Вид з невизначеним статусом         | Data Deficient        | Відомості недостатні             |
| Вид з невизначеним статусом         | Not Evaluated         | Види з недослідженим статусом    |

### Статус належності до фауни
Види птахів, що трапляються в межах України, за характером перебування поділені на кілька груп:
- Осілий — вид, який цілий рік тримається певної невеликої території і за її межі не переміщується. До цієї групи також належать синантропи — види, які оселяються поблизу людей і так чи інакше залежать від них.
- Гніздовий — вид із доведеним гніздуванням у межах території країни. Для таких видів зареєстровано перебування в гніздових біотопах у період розмноження, виявлено гнізда, пташенята; спостерігали будівництво гнізд, вигодовування пташенят та інші елементи гніздової поведінки.
- Ймовірно гніздовий — вид, який трапляється протягом гніздового періоду в придатних для гніздування біотопах, однак його гніздування на території країни не підтверджено.
- Кочовий — вид, що поза сезоном розмноження постійно переміщується в пошуках корму. Такі переміщення відбуваються в різних напрямках і цілком залежать від доступності кормової бази та погодних умов.
- Перелітний — здійснює регулярні сезонні переміщення між місцями гніздування в Україні та зимівлі, зокрема й за межами країни, в певному генеральному напрямку. Часто переліт відбувається із зупинками для відпочинку і живлення.
- Зимуючий — осілий або такий, що прилітає на зимівлю, вид птахів.
- Пролітний — вид, що з'являється в межах України тільки під час сезонних міграцій, здебільшого під час зупинок на пролітному шляху для відпочинку та живлення.
- Залітний — вид, який випадково опинився на території України з якихось причин, шляхи міграції й місця гніздування яких розташовані далеко за межами України (часто за кілька тисяч кілометрів від їхнього звичного гніздового чи зимового ареалу). Найчастіше зальоти відбуваються під час осінніх або весняних міграцій.
- Літуючий — вид, який не розмножується в межах території України, але регулярно трапляється в літній період, затримується на шляхах прольоту за межами свого гніздового ареалу.
- Інтродукований — вид, який був завезений людиною і утворив стійкі гніздові угруповання в місцях завезення.

## Ряд Куроподібні (Galliformes)
Куроподібні — широко поширений ряд птахів. Мають міцні лапи, пристосовані для швидкого бігу і риття землі. Літати вміють не всі види та, в кращому випадку, лише на невеликі відстані. Відомо близько 250 видів, з яких у фауні України зареєстровано 9 видів.

### Родина Фазанові (Phasianidae)
Фазанові — птахи дрібних, середніх і великих розмірів. Крила широкі, короткі. Хвіст різної довжини. Ноги міцні, з тупими кігтями, пристосовані до копання; задній палець на нозі розміщений на вищому рівні, ніж інші. Заселяють відкриті простори, скелі й полонини в горах. Гніздяться на землі. Еврифаги. Відомо 187 видів; в Україні — 9 видів.
| Українська назва               | Латинська назва     | Автор таксона      | Статус МСОП         | Статус і поширення в Україні | Ілюстрація |
| Ряд: Куроподібні (Galliformes) |                     |                    |                     | |            |
| Родина: Фазанові (Phasianidae) |                     |                    |                     | |            |
| Перепілка звичайна             | Coturnix coturnix   | ( Linnaeus, 1758)  | Вид поза небезпекою | Гніздовий, перелітний, зрідка зимуючий. Гніздиться майже на всій території, крім Карпат і лісових масивів Полісся. Популяція становить 100—160 тис. особин. Мігрує скрізь. Взимку іноді трапляється на півдні країни. | ·          |
| Кеклик кремовогорлий           | Alectoris chukar    | ( J.E. Gray, 1830) | Вид поза небезпекою | Інтродукований у Кримських горах. Осілий, трапляється від Севастополя до Феодосії. Вперше вид завезли до Криму на початку XIX ст., але птахи були повністю знищені браконьєрами. У 1947 р. 29 кекликів випустили у районі Алушти, наступного року — ще 188 особин. Останній раз кекликів завозили до мисливських господарств у 1959—1960 роках і восени 1961 р.. |            |
| Фазан звичайний                | Phasianus colchicus | Linnaeus, 1758     | Вид поза небезпекою | Інтродукований, осілий вид. Поширений у степовій та лісостеповій зонах, у Закарпатті й Волинський області. | ·          |
| Куріпка сіра                   | Perdix perdix       | ( Linnaeus, 1758)  | Вид поза небезпекою | Осілий птах майже на усій території країни, крім Карпат і суцільних лісових масивів Полісся. |            |
| Куріпка даурська               | Perdix dauurica     | ( Pallas, 1811)    | Вид поза небезпекою | Інтродукований вид. Спроба інтродукції виду (випущено 100 птахів) у 1950 р. на території Київської області виявилася невдалою. Невеликі популяції існували кілька років, але пізніше зникли. Невдалою була і спроба інтродукції 1959 р. в Білогірському районі Криму.                                                                                            |            |
| Орябок лісовий                 | Tetrastes bonasia   | Linnaeus, 1758     | Вид поза небезпекою | Осілий. Поширений на Поліссі (включно з Розточчям) і в Карпатах. Чисельність в Україні за останні десятиліття дуже скоротилася, з 38-42 тис. на початку 1970-х, до приблизно 22 тис. особин на кінець першого десятиріччя 2000-х. |            |
| Куріпка біла                   | Lagopus lagopus     | ( Linnaeus, 1758)  | Вид поза небезпекою | Рідкісний залітний. До XIX ст. гніздився, а тепер залітає в північні райони Сумської, Чернігівської та Житомирської областей. У голоцені траплявся в лісостепу, степу, Карпати та Криму. |            |
| Глушець білодзьобий            | Tetrao urogallus    | Linnaeus, 1758     | Вид поза небезпекою | Осілий. Поширений на Поліссі та в Карпатах. Чисельність в Україні за останні десятиліття дуже скоротилася і становить приблизно 3 тис. особин. |            |
| Тетерук євразійський           | Tetrao tetrix       | ( Linnaeus, 1758)  | Вид поза небезпекою | Осілий. Поширений на Поліссі (включно з Розточчям), в Карпатах та на півночі лісостепової смуги. Чисельність в Україні за останні десятиліття дуже скоротилася, з 66,5 тис. на початку 1970-х, до приблизно 13 тис. особин на кінець першого десятиріччя 2000-х.                                                                                                 | ·          |

До списку рядів

## Ряд Гусеподібні (Anseriformes)
Гусеподібні — водоплавні птахи середніх і великих розмірів. Ряд містить до 170 видів, які поширені майже на всіх континентах; з них на території України трапляється 39 видів, усі з родини Качкових.

### Родина Качкові (Anatidae)
Качкові — водоплавні птахи середніх і великих розмірів. Мають перетинчасті лапи, пристосовані до водного способу життя. Дзьоб переважно сплощений, широкий; хвіст здебільшого короткий. Заселяють зволожені місцевості та відкриті простори, рідше — узлісся, урвисті лесові береги водойм. Гніздяться серед болотяної рослинності, а також у норах і дуплах.
| Українська назва                | Латинська назва           | Автор таксона        | Статус МСОП                         | Статус і поширення в Україні | Ілюстрація |
| Ряд: Гусеподібні (Anseriformes) |                           |                      |                                     | |            |
| Родина: Качкові (Anatidae)      |                           |                      |                                     | |            |
| Савка білоголова                | Oxyura leucocephala       | ( Scopoli, 1769)     | Перебуває під загрозою зникнення    | Рідкісний пролітний та зимуючий. Частіше трапляється у степовій зоні, Закарпатській та Волинській областях, але переважно на водоймах Криму. У першій половині XX ст., ймовірно, гніздився в плавнях Дніпра (між Запоріжжям і Нікополем). |            |
| Лебідь-шипун                    | Cygnus olor               | ( J.E. Gmelin, 1789) | Вид поза небезпекою                 | Гніздовий, перелітний, зимуючий. Гніздиться майже на всій території, крім гір і Керченського півострова; мігрує скрізь; регулярно зимує в південних районах, на решті території — за наявності незамерзлих водойм. |            |
| Лебідь-кликун                   | Cygnus cygnus             | ( Linnaeus, 1758)    | Вид поза небезпекою                 | Гніздовий, пролітний, зимуючий. Гніздування відмічено з 1998 р. на території Чорнобильської зони відчуження. Пролітний на всій території; регулярно зимує біля морського узбережжя, зрідка — на інших водоймах. | ·          |
| Лебідь малий                    | Cygnus bewickii           | Yarrell, 1830        | Вид поза небезпекою                 | Пролітний, зимуючий. Під час міграцій трапляється переважно вздовж Азово-Чорноморського узбережжя та на Дніпрі. Зимує на узбережжі Чорного та Азовського морів. |            |
| Казарка чорна                   | Branta bernicla           | ( Linnaeus, 1758)    | Вид поза небезпекою                 | Рідкісний залітний. Переважно на водоймах північно-західних та північних районів країни. | ·          |
| Казарка білощока                | Branta leucopsis          | Bechstein, 1803      | Вид поза небезпекою                 | Рідкісний залітний. Переважно у північно-західних і північних районах країни. |            |
| Казарка червоновола             | Branta ruficollis         | ( Pallas, 1769)      | Перебуває під загрозою зникнення    | Пролітний і зимуючий переважно біля морського узбережжя та на Сиваші; під час міграцій інколи трапляється в глибині суходолу. Частина популяції залишається на зимівлю в дельті Дунаю, Чорноморському заповіднику, Криму, на Молочному та Утлюцькому лиманах. У різні роки на території України зимує 1,2-14 тис. особин.                                                     |            |
| Казарка канадська*              | Branta canadensis         | ( Linnaeus, 1758)    | Вид поза небезпекою                 | Рідкісний залітний. Траплявся на Шацьких озерах і сході країни. | ·          |
| Гуска біла                      | Anser caerulescens        | ( Linnaeus, 1758)    | Вид поза небезпекою                 | Рідкісний залітний. Переважно у північному, центральному і південному регіонах. |            |
| Гуска гірська*                  | Anser indicus             | ( Latham, 1790)      | Вид поза небезпекою                 | Рідкісний залітний. Зареєстровано на Одещині; можливо, особини, які втекли з неволі. |            |
| Гуска сіра                      | Anser anser               | ( Linnaeus, 1758)    | Вид поза небезпекою                 | Гніздовий, перелітний, зимуючий. Гніздиться майже на всій території, крім Карпат і Криму; мігрує скрізь, зимує на півдні. |            |
| Гуменник великий                | Anser fabalis             | ( Latham, 1787)      | Вид поза небезпекою                 | Пролітний, зрідка зимуючий. Трапляється під час міграцій на всій території, але переважно в західних та північних областях; зимує на окремих ділянках чорноморського узбережжя, зрідка — вздовж західного берега Азовського моря. |            |
| Гуменник короткодзьобий         | Anser brachyrhynchus      | Baillon, 1834        | Вид поза небезпекою                 | Рідкісний залітний; зареєстровано на Закарпатті. |            |
| Гуска білолоба                  | Anser albifrons           | ( Scopoli, 1769)     | Вид поза небезпекою                 | Пролітний, зимуючий. Пролітний на всій території, зимує на півдні країни. | ·          |
| Гуска мала                      | Anser erythropus          | ( Linnaeus, 1758)    | Уразливий вид                       | Рідкісний пролітний та зимуючий. Під час міграцій зрідка трапляється по всій території, регулярніше у Північно-західному Приазов'ї, де у невеликій кількості може залишатися на зимівлю. Зрідка зимує також у південній частині Сивашу. |            |
| Морянка                         | Clangula hyemalis         | ( Linnaeus, 1758)    | Уразливий вид                       | Рідкісний пролітний та зимуючий. Трапляється переважно на заході країни та в приморських районах. |            |
| Пухівка зеленошия               | Somateria mollissima      | ( Linnaeus, 1758)    | Вид поза небезпекою                 | Осілий, кочовий. Гніздиться в районі Чорноморського біосферного заповідника і на острові Березань. Чисельність станом на 2009 р. становила 1,2—2 тис. пар. В інших регіонах — залітний. |            |
| Турпан білокрилий               | Melanitta fusca           | Linnaeus, 1758       | Вид поза небезпекою                 | Рідкісний пролітний та зимуючий. На всій території, взимку на Чорному морі та Дніпрі. |            |
| Синьга євразійська              | Melanitta nigra           | ( Linnaeus, 1758)    | Вид поза небезпекою                 | Рідкісний залітний восени і взимку на водоймах майже усієї території, крім гір. |            |
| Гоголь зеленоголовий            | Bucephala clangula        | ( Linnaeus, 1758)    | Вид поза небезпекою                 | Гніздовий, перелітний, зимуючий. Гніздиться в Західному Поліссі (Шацькі озера) та пониззі Дніпра; в період міграцій трапляється на всій території; регулярно зимує вздовж морського узбережжя, на великих річках та інших водоймах. |            |
| Крех малий                      | Mergellus albellus        | Linnaeus, 1758       | Вид поза небезпекою                 | Пролітний, зимуючий. Під час міграцій трапляється на всій території; регулярно зимує вздовж морського узбережжя, на Дніпрі, Дунаї та Сіверському Дінці, інколи на інших водоймах. |            |
| Крех великий                    | Mergus merganser          | Linnaeus, 1758       | Вид поза небезпекою                 | Гніздовий, перелітний, зимуючий. Гніздиться в північно-західному Поліссі (Шацькі озера) та на Закарпатті. У періоди міграцій трапляється скрізь. Регулярно зимує біля морського узбережжя та на водоймах у глибині суходолу. |            |
| Крех середній                   | Mergus serrator           | Linnaeus, 1758       | Вид поза небезпекою                 | Гніздовий, перелітний, зимуючий. Гніздиться на островах і косах Чорного і Азовського морів, на Лебединих островах, островах Джарилгацької затоки, Обитічній косі. Під час міграцій трапляється на всій території; регулярно зимує біля морського узбережжя, інколи на водоймах у глибині суходолу.                                                                            |            |
| Каменярка*                      | Histrionicus histrionicus | ( Linnaeus, 1758)    | Вид поза небезпекою                 | Рідкісний залітний птах. Самця спостерігали 12 червня 1988 р. у Лівівській області. |            |
| Галагаз євразійський            | Tadorna tadorna           | ( Linnaeus, 1758)    | Вид поза небезпекою                 | Гніздовий, перелітний, зимуючий. Гніздовий на Азово-Чорноморському узбережжі й залітний на решті території; чисельність становить 1400—1700 пар. |            |
| Огар рудий                      | Tadorna ferruginea        | ( Pallas, 1764)      | Вид поза небезпекою                 | Гніздовий, перелітний, зимуючий. Гніздиться на північному узбережжі Чорного та Азовського морів, у Криму (Сиваш, Керченський півострів), Центральному Придніпров'ї та Луганській області. Чисельність не перевищує 340—360 пар. Залітний в інших регіонах (Західна Україна, на Дунаї). Зимує на озерах біосферного заповідника «Асканія-Нова», іноді на Азовському узбережжі. |            |
| Чернь червонодзьоба             | Netta rufina              | ( Pallas, 1773)      | Вид поза небезпекою                 | Гніздовий, перелітний, зимуючий. Рідкісний гніздовий птах приморських районів Азово-Чорноморського регіону, а також в Рівненській області. Залітний в інших регіонах. Гніздова популяція в країні становить 150—550 пар і має тенденцію до скорочення. |            |
| Попелюх звичайний               | Aythya ferina             | ( Linnaeus, 1758)    | Вид поза небезпекою                 | Гніздовий, перелітний, зимуючий. Гніздиться на всій території, крім гір; мігрує скрізь; регулярно зимує біля морського узбережжя, зрідка трапляється взимку на водоймах у глибині суходолу. |            |
| Чернь білоока                   | Aythya nyroca             | ( Güldenstädt, 1770) | Вид, близький до загрозливого стану | Гніздовий, перелітний, зимуючий. Масово гніздиться в Одеській області (озера Катлабуг і Кугурлуй, Кучурганський лиман, Стенцівські плавні) та Криму (Східний Сиваш і Каркінітська затока), на деяких водоймах Керченського півострова; в інших регіонах гніздяться поодинокі пари. Під час міграцій трапляється на всій території країни. Зимує біля морського узбережжя.     |            |
| Чернь чубата                    | Aythya fuligula           | ( Linnaeus, 1758)    | Вид поза небезпекою                 | Гніздовий, перелітний, зимуючий. Гніздиться переважно на Поліссі; мігрує скрізь; регулярно зимує біля морського узбережжя та в пониззі Дніпра, трапляється взимку і в інших регіонах. |            |
| Чернь морська                   | Aythya marila             | ( Linnaeus, 1761)    | Вид поза небезпекою                 | Пролітний, зимуючий. Пролітний на всій території; зимує вздовж морського узбережжя. |            |
| Чирянка-квоктун*                | Anas formosa              | Georgi, 1775         | Уразливий вид                       | Рідкісний залітний з Сибіру; зареєстровано на Дніпрі в Кіровоградській області. |            |
| Чирянка велика                  | Anas querquedula          | Linnaeus, 1758       | Вид поза небезпекою                 | Гніздовий, перелітний, зимуючий. Гніздиться на всій території країни, крім гір та більшої частини Криму; мігрує скрізь; іноді зимує в Північному Причорномор'ї та на незамерзлих водоймах у глибині суходолу. |            |
| Широконіска північна            | Anas clypeata             | Linnaeus, 1758       | Вид поза небезпекою                 | Гніздовий, перелітний, зимуючий. Гніздиться на всій території країни, крім Карпат і Криму; мігрує скрізь; зимує біля узбережжя морів та в пониззі Дунаю. |            |
| Нерозень                        | Anas strepera             | Linnaeus, 1758       | Вид поза небезпекою                 | Гніздовий, перелітний, зрідка зимуючий. Гніздовий ареал мозаїчний: охоплює долини Дністра, Дніпра, Прип'яті (різке скорочення чисельності), дельту Дунаю, північне узбережжя Азовського та Чорного морів. Мігрує скрізь. Іноді зимує біля морського узбережжя та на Дніпрі. Чисельність в країні становить 650—1400 пар.                                                      |            |
| Свищ євразійський               | Anas penelope             | Linnaeus, 1758       | Вид поза небезпекою                 | Гніздовий, перелітний, зимуючий. Гніздиться на північному сході країни; під час міграцій трапляється на всій території; зимує у Північно-західному Причорномор'ї, на Сиваші, в Західному Приазов'ї, в інших місцях — зрідка. |            |
| Крижень звичайний               | Anas platyrhynchos        | Linnaeus, 1758       | Вид поза небезпекою                 | Гніздовий, перелітний, зимуючий. Трапляється на всій території країни. |            |
| Шилохвіст північний             | Anas acuta                | Linnaeus, 1758       | Вид поза небезпекою                 | Гніздовий, перелітний, зимуючий. Зрідка гніздиться на Поліссі і в північних районах Лісостепу, на островах Чорноморського узбережжя реєструють поодинокі пари. Під час міграцій трапляється на всій території країни. Зимує біля берегів Північно-західного Причорномор'я, на Сиваші і лиманах Приазов'я, зрідка на водоймах у глибині суходолу.                              |            |
| Чирянка мала                    | Anas crecca               | Linnaeus, 1758       | Вид поза небезпекою                 | Гніздовий, перелітний, зимуючий. Гніздиться переважно на Поліссі; під час міграцій трапляється по всій країні; регулярно зимує біля морського узбережжя, інколи тримається взимку на водоймах у глибині суходолу. |            |

До списку рядів

## Ряд Пірникозоподібні (Podicipediformes)
Пірнико́зи — невеликих і середніх розмірів водоплавні птахи; зовні схожі на гагар, але менших розмірів. У пірникі́з кожен палець має окрему плавальну оторочку. Ноги розміщені далеко позаду тулуба, через що птахи є досить незграбними на суші. Вони добре плавають і пірнають. Злітають з води важко, після довгого розбігу. Забарвлення статей однакове; зимове оперення відрізняється від шлюбного. Відомо 20 видів, з яких 5 трапляються в Україні на водоймах повсюдно; іноді зимують.

### Родина Пірнико́зові (Podicipedidae)
| Українська назва                         | Латинська назва      | Автор таксона     | Статус МСОП         | Статус і поширення в Україні | Ілюстрація |
| Ряд: Пірникозоподі́бні (Podicipediformes) |                      |                   |                     | |            |
| Родина: Пірникозові (Podicipedidae)      |                      |                   |                     | |            |
| Пірникоза мала                           | Podiceps ruficollis  | ( Pallas, 1764)   | Вид поза небезпекою | Гніздовий, перелітний, зимуючий. Гніздиться повсюдно, крім Карпат і Кримських гір; мігрує скрізь. Регулярно зимує на незамерзлих водоймах півдня, Поділля, Прикарпаття та Закарпаття.            |            |
| Пірникоза сірощока                       | Podiceps grisegena   | ( Boddaert, 1783) | Вид поза небезпекою | Нечисленний гніздовий, перелітний, зимуючий. Регулярно зимує на Чорному і Азовському морях, незамерзлих лиманах, Дністрі; зрідка на водоймах на Дніпрі під Києвом.                               |            |
| Пірникоза велика                         | Podiceps cristatus   | ( Linnaeus, 1758) | Вид поза небезпекою | Гніздовий, перелітний, зимуючий. Гніздиться повсюдно, крім гір; мігрує скрізь. Регулярно зимує на Чорному і Азовському морях, незамерзлих лиманах, в гирлі Дністра; зрідка на Дніпрі під Києвом. |            |
| Пірникоза червоношия                     | Podiceps auritus     | ( Linnaeus, 1758) | Вид поза небезпекою | Пролітний, зрідка зимуючий. У теплі зими трапляється на Дністровському лимані і затоках Чорноморського заповідника.                                                                              |            |
| Пірникоза чорношия                       | Podiceps nigricollis | C.L. Brehm, 1831  | Вид поза небезпекою | Гніздовий, перелітний, зимуючий. Гніздиться по всій території, крім Криму і Карпат. Зимує переважно на Чорному морі.                                                                             |            |

До списку рядів

## Ряд Фламінгоподібні (Phoenicopteriformes)
Фламінго — зграйні прибережні птахи; великі за розмірами, з довгими ногами і шиєю, масивним і загнутим донизу дзьобом. Заселяють зволожені місцевості серед відкритих просторів, переважно у тропіках. Гніздяться колоніями. Живляться дрібними молюсками, ракоподібними, меншою мірою рослинними кормами, фільтруючи їх із мулу. У світі відомо 6 видів фламінго, з яких в Україні трапляється 1 вид.

### Родина Фламінгові (Phoenicopteridae)
| Українська назва                           | Латинська назва       | Автор таксона | Статус МСОП         | Статус і поширення в Україні | Ілюстрація |
| Ряд: Фламінгоподібні (Phoenicopteriformes) |                       |               |                     | |            |
| Родина: Фламінгові (Phoenicopteridae)      |                       |               |                     | |            |
| Фламінго рожевокрилий                      | Phoenicopterus roseus | Pallas, 1811  | Вид поза небезпекою | Залітний в кількох областях. Рідкісний гніздовий на півдні України: єдиний випадок гніздування зареєстровано у 2017 р. у Херсонській області на Сиваші. Відомі зальоти в різні регіони країни: Запорізьку, Миколаївську, Одеську, Київську, Чернігівську та Харківську області, а також у Крим. | ·          |

До списку рядів

## Ряд Голубоподібні (Columbiformes)
Голуби — птахи невеликих та середніх розмірів із міцною статурою та короткою шиєю. Біля основи дзьоба мають восковицю. Ноги короткі. Заселяють рівнинні райони і гори. Живляться насінням, плодами. Відомо 350 видів, з яких на території України трапляються 6 видів.

### Родина Голубові (Columbidae)
| Українська назва                   | Латинська назва         | Автор таксона        | Статус МСОП                         | Статус і поширення в Україні | Ілюстрація |
| Ряд: Голубоподібні (Columbiformes) |                         |                      |                                     | |            |
| Родина: Голубові (Columbidae)      |                         |                      |                                     | |            |
| Голуб сизий                        | Columba livia           | J.F. Gmelin, 1789    | Вид поза небезпекою                 | Осілий. У дикому стані трапляється в деяких (переважно гірських) районах Криму, а також у Придунайському регіоні. Птахи синантропної форми Columba livia var. urbana заселяють майже усі міста країни.                                    | ·          |
| Голуб-синяк                        | Columba oenas           | Linnaeus, 1758       | Вид поза небезпекою                 | Гніздовий, перелітний, зимуючий. Гніздиться в західних, північних, центральних областях і в Кримських горах; чисельність не перевищує 8-12 тис. особин. Мігрує скрізь. Регулярно зимує на півдні, в інших регіонах — зрідка і спорадично. |            |
| Припутень                          | Columba palumbus        | Linnaeus, 1758       | Вид поза небезпекою                 | Гніздовий, перелітний, зимуючий. Гніздиться скрізь крім високогір'я Карпат. Мігрує всюди. Регулярно зимує на півдні, в інших регіонах — значно рідше і спорадично.                                                                        | ·          |
| Горлиця звичайна                   | Streptopelia turtur     | ( Linnaeus, 1758)    | Вид поза небезпекою                 | Гніздовий, перелітний. Трапляється скрізь, крім високогірних районів Карпат. |            |
| Горлиця велика                     | Streptopelia orientalis | ( Latham, 1790)      | Вид поза небезпекою                 | Рідкісний залітний. Зареєстровано єдиний раз — у жовтні 1902 р. біля Сімферополя (Крим). |            |
| Горлиця садова                     | Streptopelia decaocto   | ( Frivaldszky, 1838) | Вид, близький до загрозливого стану | Осілий. Трапляється в населених пунктах на всій території, крім високогір'я. Чисельність оцінюють у 280—435 тис. пар. | ·          |

до списку рядів

## Ряд Рябкоподібні (Pterocliformes)
Рябки — птахи невеликого розміру, міцної статури; голова невелика, шия коротка. Ноги короткі, плесно оперене до пальців. Дзьоб короткий, без восковиці; ніздрі прикриті шкіряною складкою. Відомо 16 видів, з яких в Україні трапляються 3 види.

### Родина Рябкові (Pteroclidae)
| Українська назва                   | Латинська назва      | Автор таксона     | Статус МСОП         | Статус і поширення в Україні | Ілюстрація |
| Ряд: Рябкоподібні (Pterocliformes) |                      |                   |                     | |            |
| Родина: Рябкові (Pteroclidae)      |                      |                   |                     | |            |
| Саджа пустельна                    | Syrrhaptes paradoxus | ( Pallas, 1773)   | Вид поза небезпекою | Рідкісний залітний птах. На території України садж виявляли під час нальотів, що були відмічені у 1859, 1863, 1872, 1876, 1888 та 1908 роках. У 1888 та 1908 роках саджі траплялись майже в усіх областях України, а окремі пари гніздилися в степовій зоні, зокрема в сучасній Дніпропетровській та Херсонській областях (Асканія-Нова). Востаннє цих птахів спостерігали в Пирятинському районі Полтавської і Прилуцькому районі Чернігівської області в травні і червні 1921 року. |            |
| Рябок чорночеревий                 | Pterocles orientalis | ( Linnaeus, 1758) | Вид поза небезпекою | Рідкісний залітний птах, якого спостерігали в степах півдня країни та Криму. |            |
| Рябок білочеревий                  | Pterocles alchata    | ( Linnaeus, 1766) | Вид поза небезпекою | Рідкісний залітний птах. Зальоти відмічали у період з 1800 до 1949 років на території сучасної Дніпропетровської області. |            |

до списку рядів

## Ряд Дрімлюгоподібні (Caprimulgiformes)
Дрімлюгоподібні — дрібних і середніх розмірів птахи. Різноманітні за зовнішнім виглядом і способом життя. У них довгі крила, короткі ноги і короткий дзьоб. Комахоїдні. Поширені переважно в тропічних і субтропічних регіонах. Ряд нараховує 595 видів, з яких в Україні зустрічаються 3 види.

### Родина Дрімлюгові (Caprimulgidae)
Дрімлюгові — дрібних і середніх розмірів нічні птахи, які зазвичай гніздяться на землі. У них довгі крила, короткі ноги і дуже короткий дзьоб зі щетинками в кутах широкого розрізу рота. Пальці слабкі, не здатні охоплювати гілки. Літають безшумно. Заселяють розріджені ліси, різноманітні відкриті місцевості, передгір'я. Комахоїдні. Родина складається з 98 видів, з яких в Україні поширений тільки 1 вид.
| Українська назва                        | Латинська назва       | Автор таксона  | Статус МСОП         | Статус і поширення в Україні                                                           | Ілюстрація |
| Ряд: Дрімлюгоподібні (Caprimulgiformes) |                       |                |                     |                                                                                        |            |
| Родина: Дрімлюгові (Caprimulgidae)      |                       |                |                     |                                                                                        |            |
| Дрімлюга звичайний                      | Caprimulgus europaeus | Linnaeus, 1758 | Вид поза небезпекою | Гніздовий, перелітний. Гніздиться на всій території, крім високогір'їв; мігрує скрізь. | ·          |

До списку родин • до списку рядів

### Родина Серпокрильцеві (Apodidae)
Серпокрильцеві — дрібні птахи з дуже довгими і вузькими крилами, що забезпечують швидкий маневровий політ; плечова кістка укорочена. Хвіст з вирізкою. Заселяють населені пункти, гірські місцевості та ліси на рівнинах. Комахоїдні. Відомо 96 видів; в Україні — 2 види.
| Українська назва                       | Латинська назва    | Автор таксона     | Статус МСОП         | Статус і поширення в Україні | Ілюстрація |
| Ряд: Серпокрильцеподібні (Apodiformes) |                    |                   |                     | |            |
| Родина: Серпокрильцеві (Apodidae)      |                    |                   |                     | |            |
| Серпокрилець білочеревий               | Tachymarptis melba | ( Linnaeus, 1758) | Вид поза небезпекою | Гніздовий, перелітний. Гніздиться в Кримських горах. Залітний вид на півдні країни. Чисельність — 500-3000 пар.                                                                              | ·          |
| Серпокрилець чорний                    | Apus apus          | ( Linnaeus, 1758) | Вид поза небезпекою | Гніздовий, перелітний. Гніздиться повсюдно: один з найчисленніших видів птахів великих міст; трапляється і в сільській місцевості та подекуди у відносно дикій природі; може заселяти дупла. |            |

До списку родин • до списку рядів

## Ряд Зозулеподібні (Cuculiformes)
Зозулі — птахи невеликого розміру зі струнким тілом, довгим хвостом й міцними ногами. Серед зозуль поширений гніздовий паразитизм. Відомо 149 видів, з них в Україні — 3 види.

### Родина Зозулеві (Cuculidae)
| Українська назва                  | Латинська назва     | Автор таксона     | Статус МСОП         | Статус і поширення в Україні | Ілюстрація |
| Ряд: Зозулеподібні (Cuculiformes) |                     |                   |                     | |            |
| Родина: Зозулеві (Cuculidae)      |                     |                   |                     | |            |
| Зозуля чубата                     | Clamator glandarius | ( Linnaeus, 1758) | Вид поза небезпекою | Рідкісний залітний птах. Відомо 4 реєстрації: птахів спостерігали на о. Зміїному та Арабатській стрілці (Херсонщина).                                     |            |
| Зозуля звичайна                   | Cuculus canorus     | Linnaeus, 1758    | Вид поза небезпекою | Гніздовий, перелітний. Гніздиться на всій території. | ·          |
| Зозуля глуха                      | Coccyzus saturatus  | ( Blyth, 1843)    | Вид поза небезпекою | Рідкісний залітний птах. Відомо про 2 реєстрації на території Кримського півострова: 20 липня 1902 р. біля Феодосії та 17 серпня 1976 р. в околицях Ялти. |            |

До списку рядів

## Ряд Журавлеподібні (Gruiformes)
Журавлеподібні — різноманітні за розмірами, зовнішнім виглядом, особливостями будови і способом життя птахи. Переважно болотяні й наземні, рідше ті, що гніздяться на деревах. Відомо приблизно 190 видів, з яких у фауні України представлені 11 видів.

### Родина Пастушкові (Rallidae)
Пастушкові — невеликі птахи з коротким або дещо видовженим дзьобом. Шия і хвіст короткі, ноги середньої довжини, з довгими пальцями. Заселяють зволожені місцевості з густою рослинністю. Гніздяться окремими парами або невеликими групами з кількох пар. Відомо 142 види, що поширені майже космополітно; в Україні зареєстровано 8 видів.
| Українська назва                 | Латинська назва     | Автор таксона     | Статус МСОП         | Статус і поширення в Україні | Ілюстрація |
| Ряд: Журавлеподібні (Gruiformes) |                     |                   |                     | |            |
| Родина: Пастушкові (Rallidae)    |                     |                   |                     | |            |
| Пастушок водяний                 | Rallus aquaticus    | Linnaeus, 1758    | Вид поза небезпекою | Гніздовий, перелітний, зимуючий. Гніздиться на всій території, крім гір; під час міграцій може траплятися скрізь; регулярно зимує в деяких районах півдня, іноді на водоймах решти території країни. У Криму вперше на гніздуванні виявлений 1970 р. (оз. Донузлав). |            |
| Деркач лучний                    | Crex crex           | ( Linnaeus, 1758) | Вид поза небезпекою | Гніздовий, перелітний. Гніздиться на всій території країни, крім високогір'я та деяких приморських районів; мігрує скрізь. | ·          |
| Погонич звичайний                | Porzana porzana     | ( Linnaeus, 1766) | Вид поза небезпекою | Гніздовий, перелітний. Гніздиться на всій території, крім гір; під час міграцій може траплятися скрізь. |            |
| Погонич малий                    | Porzana parva       | ( Scopoli, 1769)  | Вид поза небезпекою | Гніздовий, перелітний. Гніздиться на всій території, крім гір. Чисельність оцінюють в 26-43 тис. пар. Під час міграцій може траплятися скрізь. |            |
| Погонич-крихітка                 | Porzana pusilla     | ( Pallas, 1776)   | Вид поза небезпекою | Залітний, можливе гніздування. Може траплятись переважно в межах Закарпаття. |            |
| Султанка пурпурова               | Porphyrio porphyrio | ( Linnaeus, 1766) | Вид поза небезпекою | Рідкісний залітний вид південних регіонів; спостерігали в плавнях Дніпра і Дністра, а також на Сиваші. У 1971 р. трьох самців здобуто в Чернівецькій області. |            |
| Курочка водяна                   | Gallinula chloropus | ( Linnaeus, 1758) | Вид поза небезпекою | Гніздовий, перелітний, зимуючий. Гніздиться скрізь, крім Карпат; мігрує скрізь; регулярно зимує в південних регіонах та на Закарпатській рівнині, інколи трапляється взимку на водоймах в глибині суходолу.                                                          |            |
| Лиска звичайна                   | Fulica atra         | Linnaeus, 1758    | Вид поза небезпекою | Гніздовий, перелітний, зимуючий. Гніздиться на всій території, крім Карпат; мігрує скрізь; регулярно зимує на Закарпатті та на півдні країни, трапляється взимку на водоймах решти території.                                                                        |            |

До списку родин • до списку рядів

### Родина Журавлеві (Gruidae)
Журавлеві — птахи великих розмірів із довгими шиєю, ногами і дзьобом. Журавлям властива шлюбна поведінка (токування) у формі своєрідного «танцю». Дуже обережні птахи; на дерева не сідають. Під час перельотів летять зграями, утворюючи зазвичай кут, або «ключ». Звуки — голосне різноманітне курликання. Заселяють багаті на рослинність болотисті місцевості або степи. Гніздяться окремими парами. Відомо 15 видів; в Україні — 3 види.
| Українська назва                 | Латинська назва    | Автор таксона     | Статус МСОП           | Статус і поширення в Україні | Ілюстрація |
| Ряд: Журавлеподібні (Gruiformes) |                    |                   |                       | |            |
| Родина: Журавлеві (Gruidae)      |                    |                   |                       | |            |
| Журавель білий                   | Grus leucogeranus  | Pallas, 1773      | Вид на межі зникнення | Рідкісний залітний. Відомі випадки виявлення на півдні та сході України, а також в Криму. |            |
| Журавель сірий                   | Grus grus          | ( Linnaeus, 1758) | Вид поза небезпекою   | Гніздовий, перелітний, зрідка зимуючий. Гніздиться на Поліссі, заболочених площах долин річок Лівобережного Лісостепу. Під час міграцій може бути виявлений повсюдно. Взимку трапляється в Присивашші.                                                      | ·          |
| Журавель степовий                | Anthropoides virgo | ( Linnaeus, 1758) | Вид поза небезпекою   | Гніздовий, перелітний. Гніздиться на півдні та південному сході степової зони: в Херсонській, Донецькій, Запорізькій областях і Криму. Чисельність в гніздовий період 600—700 особин (200—250 гніздових пар), у передміграційний період — до 1 тис. особин. |            |

До списку родин • до списку рядів

## Ряд Дрохвоподібні (Otidiformes)
Дрохви — птахи середніх та великих розмірів з довгими ногами й шиєю. На ногах по три пальці. Заселяють відкриті простори. Відомо 26 видів; в Україні трапляються 3 види.

### Родина Дрохвові (Otididae)
| Українська назва                 | Латинська назва      | Автор таксона     | Статус МСОП                         | Статус і поширення в Україні | Ілюстрація |
| Ряд: Дрохвоподібні (Otidiformes) |                      |                   |                                     | |            |
| Родина: Дрохвові (Otididae)      |                      |                   |                                     | |            |
| Хохітва                          | Tetrax tetrax        | ( Linnaeus, 1758) | Вид, близький до загрозливого стану | Рідкісний осілий, кочовий, перелітний вид. Гніздиться і регулярно зимує на Керченському півострові; в періоди міграцій і взимку трапляється в інших районах півдня; під час зальотів може бути виявлений на решті території країни. Мігрує та зимує у Присивашші, степовому Криму, північно-західному Приазов'ї. Чисельність у гніздовий період не перевищує 30-50 особин, взимку — до 70-80 особин. |            |
| Дрохва євразійська               | Otis tarda           | Linnaeus, 1758    | Уразливий вид                       | Осілий, кочовий, перелітний. Гніздиться на півдні степової смуги. Регулярно зимує на півдні, в м'які зими окремі особини трапляються на Лівобережжі, включно з Кримом; скупчення виявлено в Херсонській і Запорізькій областях, на Керченському півострові. Чисельність в гніздовий період становить до 850 особин, взимку — до 12,4 тис. особин.                                                    |            |
| Джек західний                    | Chlamydotis undulata | ( Jacquin, 1784)  | Уразливий вид                       | Рідкісний, залітний. Спостерігали 5 разів на початку XX ст. на сході України. |            |

До списку рядів

## Ряд Гагароподібні (Gaviiformes)
Гагари — водоплавні птахи середніх і великих розмірів, з валькуватим тілом і досить довгою шиєю. Забарвлення верху темно-буре або чорне, низ світлий. Добре плавають і пірнають, злітають тільки з води, по суші пересуваються погано. Поширені у багатьох районах Північної Америки та Північної Євразії. Відомо 5 видів, з яких 4 види зареєстровано в Україні. Один з видів досить часто трапляється на прольоті та зимівлі.

### Родина Гагарові (Gaviidae)
| Українська назва                 | Латинська назва | Автор таксона        | Статус МСОП                         | Статус і поширення в Україні | Ілюстрація |
| Ряд: Гагароподібні (Gaviiformes) |                 |                      |                                     | |            |
| Родина: Гагарові (Gaviidae)      |                 |                      |                                     | |            |
| Гагара червоношия                | Gavia stellata  | ( Pontoppidan, 1763) | Вид поза небезпекою                 | Рідкісний пролітний і зимуючий вид. Під час міграції може траплятися на водоймах по всій країні. Окремі птахи періодично зимують на узбережжі Чорного моря, включно з прибережними акваторіями Криму. Відомі випадки зимових виявлень птахів у Закарпатській області. |            |
| Гагара чорношия                  | Gavia arctica   | ( Linnaeus, 1758)    | Вид поза небезпекою                 | Пролітний і зимуючий вид. Трапляється по всій країні під час весняних (менше) і осінніх (більше) міграцій. У невеликій кількості ці гагари зимують біля берегів Чорного і Азовського морів, а в теплі зими — на незамерзлих ділянках у пониззях Дністра, Прута, Серету, Тиси. Іноді поодинокі птахи залітають на внутрішні водойми і гірські річки Криму. Невелика кількість літуючих птахів трапляється на затоках Чорного моря і водоймах всередині країни. |            |
| Гагара полярна                   | Gavia immer     | ( Brünnich, 1764)    | Вид поза небезпекою                 | Рідкісний залітний. Відомі поодинокі випадки зальотів мігруючих птахів у західні області України. Із середини XX ст. в Україні не траплявся. | ·          |
| Гагара білодзьоба                | Gavia adamsii   | ( G. R. Gray, 1859)  | Вид, близький до загрозливого стану | Рідкісний залітний. Про зальоти у західні області писав Володимир Дзедушицький (1880, 1895). Зареєстрований на Тернопільщині. Із середини XX ст. в Україні не траплявся. |            |

До списку рядів

## Ряд Буревісникоподібні (Procellariiformes)
Буревісникоподібні — морські птахи від невеликих до значних розмірів. З сушею пов'язані тільки у період розмноження, у позагніздовий період тримаються над морськими і океанічними акваторіями. Відомо 144 види, з яких в Україні зареєстровано 4 види.

### Родина Качуркові (Hydrobatidae)
Качуркові — невеликі морські птахи. Політ швидкий, маневровий, пурхаючий; зазвичай літають над поверхнею води. Родина включає 18 видів, в Україні — 1 вид.
| Українська назва                            | Латинська назва      | Автор таксона     | Статус МСОП         | Статус і поширення в Україні                           | Ілюстрація |
| Ряд: Буревісникоподібні (Procellariiformes) |                      |                   |                     |                                                        |            |
| Родина: Качуркові (Hydrobatidae)            |                      |                   |                     |                                                        |            |
| Качурка морська                             | Hydrobates pelagicus | ( Linnaeus, 1758) | Вид поза небезпекою | Рідкісний залітний, зареєстрований на Азовському морі. | ·          |

До списку родин • до списку рядів

### Родина Буревісникові (Procellariidae)
Буревісникові — птахи середніх розмірів. Добре літають, тримаються біля берегів та над поверхнею морів. Родина включає 95 видів, в Україні — 3 види.
| Українська назва                            | Латинська назва      | Автор таксона     | Статус МСОП         | Статус і поширення в Україні | Ілюстрація |
| Ряд: Буревісникоподібні (Procellariiformes) |                      |                   |                     | |            |
| Родина: Буревісникові (Procellariidae)      |                      |                   |                     | |            |
| Буревісник кочівний*                        | Fulmarus glacialis   | ( Linnaeus, 1761) | Вид поза небезпекою | Рідкісний залітний, зареєстрований на Дністрі. |            |
| Буревісник середземноморський*              | Calonectris diomedea | ( Scopoli, 1769)  | Вид поза небезпекою | Рідкісний залітний. Спостерігали 1998 р. в акваторії Чорного моря біля Ялти і Алупки, зграї приблизно з 90 і 180 птахів. |            |
| Буревісник малий                            | Puffinus yelkouan    | ( Acerbi, 1827)   | Уразливий вид       | Звичайний кочовий птах на Чорному морі. Скупчення цих птахів регулярно реєструють у двох районах: за 50—60 км від берега поблизу мисів Чауда та Меганом і в північно-західній частині Чорного моря — від мису Тарханкут до гирла Дунаю. Влітку залітає також на Азовське море. | ·          |

До списку родин • до списку рядів

## Ряд Лелекоподібні (Ciconiiformes)
Лелеки — птахи великих розмірів, з довгими ногами, шиєю і дзьобом, добре ширяють. У забарвленні оперення домінують чорні і білі кольори. Заселяють зволожені місцевості, лісові масиви, можуть траплятися на відкритих просторах, орних землях. Деякі види синантропні. Гніздяться на деревах, скелях окремими парами, зрідка — невеликими групами. Зоофаги. Відомо 20 видів; з них в Україні зустрічаються 2 види.

### Родина Лелекові (Ciconiidae)
| Українська назва                   | Латинська назва | Автор таксона     | Статус МСОП         | Статус і поширення в Україні | Ілюстрація |
| Ряд: Лелекоподібні (Ciconiiformes) |                 |                   |                     | |            |
| Родина: Лелекові (Ciconiidae)      |                 |                   |                     | |            |
| Лелека чорний                      | Ciconia nigra   | ( Linnaeus, 1758) | Вид поза небезпекою | Гніздовий, перелітний. Поширений на Поліссі, в Карпатському регіоні та місцями в Лісостепу. Під час міграції трапляється на всій території. В Україні чисельність досягає 400—450 пар.                                |            |
| Лелека білий                       | Ciconia ciconia | ( Linnaeus, 1758) | Вид поза небезпекою | Гніздовий, перелітний. Гніздиться майже на всій території, крім високогір'я Карпат, крайніх південно-східних районів і Криму. Зареєстровані окремі випадки успішної зимівлі. Під час міграції може траплятися скрізь. | ·          |

до списку рядів

## Ряд Пеліканоподібні (Pelecaniformes)
Пеліканоподібні — середніх або великих розмірів прибережні та морські птахи. Доволі різноманітні за зовнішнім виглядом. Дзьоб довгий, конусоподібний або дуже великий і широкий. Шия довга, ноги у багатьох видів також видовжені. Добре літають і плавають. Живляться рибою, чатуючи на неї над поверхнею води або виловлюючи її способом заганяння. Відомо 109 видів, з яких 13 видів трапляються в Україні.

### Родина Ібісові (Threskiornitidae)
Ібісові — птахи середніх і великих розмірів. Оперення від білого до темно-бурого. Заселяють різноманітні зволожені місцевості. Гніздяться колоніями. Моногами. Нагніздні. Зоофаги. Відомо 35 видів; в Україні — 2 види.
| Українська назва                     | Латинська назва      | Автор таксона     | Статус МСОП         | Статус і поширення в Україні | Ілюстрація |
| Ряд: Пеліканоподібні (Ciconiiformes) |                      |                   |                     | |            |
| Родина: Ібісові (Threskiornithidae)  |                      |                   |                     | |            |
| Косар білий                          | Platalea leucorodia  | Linnaeus, 1758    | Вид поза небезпекою | Гніздовий, перелітний. Головна популяція виду зосереджена вздовж чорноморського узбережжя, в пониззях Дунаю і Дністра, а також в Присивашші та Каркінітській затоці; трапляється на Закарпатті та в інших регіонах — Кіровоградській, Черкаській, Дніпропетровській, Львівській областях. Станом на 2009 р., в Україні гніздилося 200—250 пар. |            |
| Коровайка бура                       | Plegadis falcinellus | ( Linnaeus, 1766) | Вид поза небезпекою | Гніздовий, перелітний. Гніздиться на озерах та лиманах півдня України: Кугурлуй, Картал, Китай, о. Малий Татару, а також у дельтах Дунаю, Дністра і Дніпра, верхів'ях Тилігульського лиману, заводях Інгулу, на Лебединих островах, Сиваші, в дельті річки Молочної. Станом на 2009 р., в Україні гніздилося 1,5—2 тис. пар.                   |            |

До списку родин • до списку рядів

### Родина Чаплеві (Ardeidae)
Чаплеві — птахи середніх і великих розмірів. Дзьоб довгий, конусоподібний; хвіст короткий. Ноги довгі, у польоті виступають за хвостом. Шия у польоті зігнута, голова лежать біля її основи. Заселяють прісні водойми та морське узбережжя, в позагніздовий період трапляються на відкритих просторах, орних землях. Гніздяться на деревах, кущах, в очереті, нерідко колоніями. Зоофаги, часто рибоїдні. Відомо 64 види, з яких в Україні трапляються 9 видів.
| Українська назва                      | Латинська назва       | Автор таксона     | Статус МСОП         | Статус і поширення в Україні | Ілюстрація |
| Ряд: Пеліканоподібні (Pelecaniformes) |                       |                   |                     | |            |
| Родина: Чаплеві (Ardeidae)            |                       |                   |                     | |            |
| Бугай водяний                         | Botaurus stellaris    | ( Linnaeus, 1758) | Вид поза небезпекою | Гніздовий, перелітний, зимуючий. Гніздиться та мігрує по всій країні, крім гір. Зимує переважно на півдні, може траплятись взимку на водоймах материкової частини території.                                                                       | ·          |
| Бугайчик звичайний                    | Ixobrychus minutus    | ( Linnaeus, 1766) | Вид поза небезпекою | Гніздовий, перелітний. Гніздиться по всій території країни, крім гір та суходолу в степовій смузі. Мігрує скрізь. |            |
| Квак звичайний                        | Nycticorax nycticorax | ( Linnaeus, 1758) | Вид поза небезпекою | Гніздовий, перелітний, зимуючий. Гніздиться в лісостеповій і степовій смугах; в періоди міграцій може траплятися скрізь. Зрідка зимує в пониззях Дунаю та Дністра, з 1980 р. у степовому Криму, на Керченському півострові (Казантипська затока).  |            |
| Чапля жовта                           | Ardeola ralloides     | ( Scopoli, 1769)  | Вид поза небезпекою | Гніздовий і перелітний. Гніздиться в пониззях Дунаю, Дністра і Дніпра, в Криму (Лебедині острови, Східний Сиваш), на півдні Запорізької області (заплава річки Молочної).. Під час міграцій трапляється майже на всіх водоймах півдня країни.      |            |
| Чапля єгипетська                      | Bubulcus ibis         | ( Linnaeus, 1758) | Вид поза небезпекою | Рідкісний гніздовий, перелітний. Окремі випадки гніздування зареєстровано в Криму. Під час міграцій може траплятися в Північному Причорномор'ї. |            |
| Чапля сіра                            | Ardea cinerea         | Linnaeus, 1758    | Вид поза небезпекою | Гніздовий, перелітний, зимуючий. Поширений на більшій частині території України. Зимує на Закарпатті, в Придунав'ї та на півдні Криму; іноді на інших ділянках морського узбережжя і на незамерзлих водоймах в глибині материкової частини країни. | ·          |
| Чапля руда                            | Ardea purpurea        | Linnaeus, 1766    | Вид поза небезпекою | Гніздовий, перелітний. Гніздиться в степовій і лісостеповій смугах; під час міграції може траплятись скрізь. У Криму гніздиться на Сиваші, у Каркінітській затоці, на деяких внутрішніх водоймах Західного Криму і Керченського півострова.        |            |
| Чепура велика                         | Ardea alba            | Linnaeus, 1758    | Вид поза небезпекою | Гніздовий, перелітний, зимуючий. Поширений на більшій частині території України, за винятком Карпат, Закарпаття, більшої частини Полісся. У Криму трапляється на Сиваші, Лебединих островах, Керченському півострові.                              |            |
| Чепура мала                           | Egretta garzetta      | ( Linnaeus, 1766) | Вид поза небезпекою | Гніздовий, перелітний, зимуючий. Гніздиться на півдні країни, в басейнах Дніпра, Дністра та Сіверського Дінця. Зрідка зимує в Придунав'ї та Криму (Сиваш, Каркінітська затока, Перекопський перешийок).                                            |            |

До списку родин • до списку рядів

### Родина Пеліканові (Pelecanidae)
Пеліканові — великі водоплавні птахи. Шия довга; дзьоб дуже великий, плоский і широкий, з гачком на кінці, під дзьобом є еластичний шкірний мішок. Добре літають і плавають, але не пірнають. Заселяють внутрішні водойми, дельти річок, морське узбережжя. Гніздяться колоніями. Живляться рибою, полюючи на неї на поверхні. Відомо 8 видів, з яких в Україні трапляються 2 види. Потребують охорони; занесені до Червоної книги України.

| Українська назва                      | Латинська назва       | Автор таксона  | Статус МСОП   | Статус і поширення в Україні | Ілюстрація |
| Ряд: Пеліканоподібні (Pelecaniformes) |                       |                |               | |            |
| Родина: Пеліканові (Pelecanidae)      |                       |                |               | |            |
| Пелікан кучерявий                     | Pelecanus crispus     | Bruch, 1832    | Уразливий вид | Гніздовий і перелітний вид, іноді літує. Трапляється в Придунайському і приморських регіонах. Іноді гніздиться на придунайських озерах Кугурлуй та Картал, під час міграцій його зрідка спостерігають на морському узбережжі. У 2000 р. була невдала спроба розмноження в Дунайському біосферному заповіднику. З 2009 р. почав гніздитися на Азовському узбережжі (Крива коса). У Криму кочівний і вкрай рідкісний птах на зимівлі, траплявся в Каркінітській затоці. |            |
| Пелікан рожевий                       | Pelecanus onocrotalus | Linnaeus, 1832 | Уразливий вид | Гніздовий, перелітний, літуючий. Гніздиться виключно на узбережжі Чорного моря — у Чорноморському заповіднику та на Лебединих островах у Криму. В Азово-Чорноморському регіоні влітку трапляються великі кочові зграї. Поодинокі особини або невеликі групи інколи залітають в материкову частину України. |            |

До списку родин • до списку рядів

## Ряд Сулоподібні (Suliformes)
Сулоподібні — водоплавні, переважно морські, птахи середніх розмірів. Добре плавають і пірнають. Гніздяться колоніями, інколи доволі великими, на узбережжях морів, островах річок. Живляться рибою. Ряд складається з 4 родин та 54 видів; в Україні поширені 3 види.

### Родина Бакланові (Phalacrocoracidae)
Бакланові — водоплавні птахи, розміром з гуску або менші, дещо нагадують гагар. Забарвлення чорне, із зеленим блиском на спині. Тримаються зграями. При плаванні глибоко занурюють тіло у воду, у повітря піднімаються важко, після розбігу. Досить мовчазні. Заселяють прісні водойми та морське узбережжя. Гніздяться колоніями на скелях, деревах, у заростях очерету і на землі. Відомо 35 видів; в Україні — 3 види.
| Українська назва                      | Латинська назва           | Автор таксона     | Статус МСОП                         | Статус і поширення в Україні | Ілюстрація |
| Ряд: Сулоподібні (Suliformes)         |                           |                   |                                     | |            |
| Родина: Бакланові (Phalacrocoracidae) |                           |                   |                                     | |            |
| Баклан малий                          | Phalacrocorax pygmaeus    | ( Pallas, 1773)   | Вид, близький до загрозливого стану | Гніздовий, перелітний, зимуючий. Гніздиться і зимує на Азово-Чорноморському узбережжі, переважно в дельтах Дунаю, Дністра і Дніпра, а також на Східному Сиваші. Невеликі колонії є в інших місцях півдня країни. Гніздова популяція на початку ХХІ ст. становила приблизно 2 тис. пар. |            |
| Баклан чубатий                        | Phalacrocorax aristotelis | ( Linnaeus, 1761) | Вид поза небезпекою                 | Осілий, кочовий. Гніздиться на узбережжі Криму (півострів Тарханкут, південне узбережжя, південь Керченського півострова), приблизно 850—900 пар. Трапляється на о. Зміїному. |            |
| Баклан великий                        | Phalacrocorax carbo       | ( Linnaeus, 1758) | Вид поза небезпекою                 | Гніздовий, перелітний, зимуючий. Гніздиться на Дунаї, Дніпрі, Дністрі, морському узбережжі, а також в окремих районах заходу країни. У Криму гніздиться на Сиваші, Лебединих островах і Керченському півострові. На Арабатській стрілці розташована найбільша колонія виду в Європі — 14 тис. пар. Під час міграцій може траплятися на більшій частині території країни. Зимує біля морського узбережжя, а також на незамерзлих водоймах материкової частини країни. |            |

До списку рядів

## Ряд Сивкоподібні (Charadriiformes)
Сивкоподібні — один з найбільших рядів водяних і коловодних птахів, поширених у всьому світі, які значно відрізняються як за морфологією, так і поведінковими особливостями. Відомо 343 види, з яких 78 видів трапляються в Україні.

### Родина Лежневі (Burhinidae)
Лежневі — птахи середніх розмірів. Дзьоб видовжений, міцний, загострений; ноги міцні . Заднього пальця на нозі немає. Заселяють посушливі відкриті місцевості, піщані ділянки в заплавах річок. Зоофаги. Відомо 10 видів; в Україні — 1 вид.
| Українська назва                    | Латинська назва     | Автор таксона     | Статус МСОП         | Статус і поширення в Україні                                              | Ілюстрація |
| Ряд: Сивкоподібні (Charadriiformes) |                     |                   |                     |                                                                           |            |
| Родина: Лежневі (Burhinidae)        |                     |                   |                     |                                                                           |            |
| Лежень степовий                     | Burhinus oedicnemus | ( Linnaeus, 1758) | Вид поза небезпекою | Гніздовий, перелітний. Гніздиться переважно в сухостеповій підзоні Степу. |            |

До списку родин • до списку рядів

### Родина Куликосорокові (Haematopodidae)
Кулики-сороки — птахи малих і середніх розмірів, з довгим, рівним, сплощеним з боків дзьобом та міцними ногами. Заднього пальця на нозі немає. Заселяють пляжі великих річок, озер та морського узбережжя. Зоофаги. Відомий 1 рід з 9 видами; в Україні — 1 вид.
| Українська назва                        | Латинська назва       | Автор таксона  | Статус МСОП         | Статус і поширення в Україні | Ілюстрація |
| Ряд: Сивкоподібні (Charadriiformes)     |                       |                |                     | |            |
| Родина: Куликосорокові (Haematopodidae) |                       |                |                     | |            |
| Кулик-сорока євразійський               | Haematopus ostralegus | Linnaeus, 1758 | Вид поза небезпекою | Гніздовий, перелітний, зрідка зимуючий. Гніздиться на Азово-Чорноморському узбережжі, в долинах Дніпра, Десни і Прип'яті. Чисельність — приблизно 650—800 пар. Інколи у невеликій кількості зимує на півдні країни. | ·          |

До списку родин • до списку рядів

### Родина Чоботарові (Recurvirostridae)
Чоботарові — птахи середніх розмірів, з довгим, рівним або загнутим догори дзьобом. Ноги довгі й тонкі. Задній палець на нозі або дуже малий, або його немає. Заселяють зволожені місцевості. Зоофаги. Відомо 7 видів; в Україні — 2 види.
| Українська назва                      | Латинська назва        | Автор таксона     | Статус МСОП         | Статус і поширення в Україні | Ілюстрація |
| Ряд: Сивкоподібні (Charadriiformes)   |                        |                   |                     | |            |
| Родина: Чоботарові (Recurvirostridae) |                        |                   |                     | |            |
| Чоботар синьоногий                    | Recurvirostra avosetta | Linnaeus, 1758    | Вид поза небезпекою | Гніздовий, перелітний, зрідка зимуючий. Звичайний птах узбережжя Чорного й Азовського морів: від Дунаю до Східного Приазов'я. Гніздування трапляється також в інших регіонах. Чисельність — 5—7 тис. пар. Іноді зимує в південних районах.                        |            |
| Кулик-довгоніг чорнокрилий            | Himantopus himantopus  | ( Linnaeus, 1758) | Вид поза небезпекою | Гніздовий, перелітний. Гніздиться біля Чорного й Азовського морів, на сході країни. Випадки гніздування зареєстровані також в інших регіонах. Чисельність — приблизно 8,5—10 тис. особин. У періоди міграції може траплятися на більшій частині території країни. | ·          |

До списку родин • до списку рядів

### Родина Сивкові (Charadriidae)
Сивкові — дрібні й середніх розмірів прибережні птахи. Дзьоб видовжений. Крила відносно довгі, загострені. Заселяють зволожені місцевості. Зоофаги. Відомо 71 вид; в Україні трапляються 13 видів.
| Українська назва                    | Латинська назва          | Автор таксона         | Статус МСОП           | Статус і поширення в Україні | Ілюстрація |
| Ряд: Сивкоподібні (Charadriiformes) |                          |                       |                       | |            |
| Родина: Сивкові (Charadriidae)      |                          |                       |                       | |            |
| Сивка морська                       | Pluvialis squatarola     | ( Linnaeus, 1758)     | Вид поза небезпекою   | Пролітний, зрідка зимуючий. Мігрує скрізь; інколи зимує в Придунайському регіоні і на водоймах степового Криму. Полюбляє зволожені місцевості.                                                                                          |            |
| Сивка звичайна                      | Pluvialis apricaria      | ( Linnaeus, 1758)     | Вид поза небезпекою   | Пролітний. Трапляється по всій країні, тримається на перелогах і полях по берегах водойм. |            |
| Сивка бурокрила                     | Pluvialis fulva          | J.F. Gmelin, 1789     | Вид поза небезпекою   | Рідкісний залітний. Зареєстрований в приморському регіоні. |            |
| Хрустан євразійський                | Charadrius morinellus    | Linnaeus, 1758        | Вид поза небезпекою   | Пролітний птах, що може траплятися повсюдно на солонцях, полях і вигонах. У Криму інколи зимує в степовій зоні, під час міграцій перетинає Кримські гори.                                                                               |            |
| Пісочник великий                    | Charadrius hiaticula     | Linnaeus, 1758        | Вид поза небезпекою   | Гніздовий, перелітний. Під час міграцій може траплятися скрізь по піщаних берегах річок і морів, на косах і мілинах. Гніздиться на заході на кордоні з Білоруссю, на гніздуванні виявлений з 1995 р. Чисельність — 12-15 пар (2006 р.). | ·          |
| Пісочник малий                      | Charadrius dubius        | Scopoli, 1786         | Вид поза небезпекою   | Гніздовий, перелітний. Гніздиться біля водойм на всій території, крім високогір'я; під час міграцій може траплятися скрізь. |            |
| Пісочник морський                   | Charadrius alexandrinus  | Linnaeus, 1758        | Вид поза небезпекою   | Гніздовий, перелітний. Трапляється на піщаному узбережжі Чорного і Азовського морів, берегах солоних водойм (Сиваш), у Дніпропетровській області. Чисельність на гніздуванні — 1,7—2,1 тис. особин.                                     |            |
| Пісочник товстодзьобий              | Charadrius leschenaultii | Lesson, 1826          | Вид поза небезпекою   | Рідкісний залітний: спостерігали біля Дністровського лиману, на Керченському півострові та в гирлі Тилігульського лиману. |            |
| Пісочник каспійський                | Charadrius asiaticus     | Pallas, 1773          | Вид поза небезпекою   | Рідкісний залітний. Виявлений біля Одеси. Для фауни України вказаний до 1950 р.. |            |
| Чайка чубата                        | Vanellus vanellus        | ( Linnaeus, 1758)     | Вид поза небезпекою   | Гніздовий, перелітний, зрідка зимуючий. Гніздиться на всій території, крім Карпат; мігрує скрізь; іноді зимує на півдні. | ·          |
| Чайка шпорова                       | Vanellus spinosus        | ( Linnaeus, 1758)     | Вид поза небезпекою   | Рідкісний залітний птах: спостерігали біля Одеси в середині ХІХ ст. та в 2019 р. | ·          |
| Чайка степова                       | Vanellus gregarius       | ( Pallas, 1771)       | Вид на межі зникнення | Рідкісний залітний. Трапляється в степу на відкритих просторах. До середини XIX ст. гніздився на території України (сучасні Донецька і Полтавська області).                                                                             |            |
| Чайка білохвоста                    | Vanellochettusia leucura | ( Lichtenstein, 1823) | Вид поза небезпекою   | Залітний, трапляється в степу. Наприкінці ХХ — на початку ХХІ ст. зареєстровані поодинокі випадки гніздування в Криму (гирло Салгиру), Херсонській та Дніпропетровській областях.                                                       |            |

До списку родин • до списку рядів

### Родина Баранцеві (Scolopacidae)
Баранцеві — птахи дрібних і середніх розмірів. Дзьоб довгий. Ноги довгі або середньої довжини. Задній палець ледь розвинутий або його немає. Заселяють зволожені місцевості. Відомо 91 вид; в Україні — 32 види.
| Українська назва                    | Латинська назва        | Автор таксона        | Статус МСОП                         | Статус і поширення в Україні | Ілюстрація |
| Ряд: Сивкоподібні (Charadriiformes) |                        |                      |                                     | |            |
| Родина: Баранцеві (Scolopacidae)    |                        |                      |                                     | |            |
| Кульон середній                     | Numenius phaeopus      | ( Linnaeus, 1758)    | Вид поза небезпекою                 | Пролітний. Трапляється під час міграцій на морському узбережжі та подекуди в інших регіонах. |            |
| Кульон тонкодзьобий                 | Numenius tenuirostris  | Vieillot, 1817       | Вид на межі зникнення               | Рідкісний пролітний. Мігрує вздовж морського узбережжя. В Україні спостерігали окремих особин і зграйки по 7—48 птахів. Чисельність різко скорочується.                                                                     |            |
| Кульон великий                      | Numenius arquata       | ( Linnaeus, 1758)    | Вид, близький до загрозливого стану | Гніздовий, перелітний, зимуючий. Гніздиться в західних областях і в окремих районах півдня країни —приблизно 100 пар; мігрує скрізь; зимує на півдні.                                                                       |            |
| Грицик малий                        | Limosa lapponica       | ( Linnaeus, 1758)    | Вид поза небезпекою                 | Пролітний. Звичайний поблизу морського узбережжя і рідкісний на решті території країни. |            |
| Грицик великий                      | Limosa limosa          | ( Linnaeus, 1758)    | Вид поза небезпекою                 | Гніздовий, перелітний. Поширений у лісовій, лісостеповій та частково степовій смугах; під час міграції трапляється на всій території.                                                                                       |            |
| Крем'яшник звичайний                | Arenaria interpres     | ( Linnaeus, 1758)    | Вид поза небезпекою                 | Звичайний пролітний птах на всій території. |            |
| Побережник ісландський              | Calidris canutus       | ( Linnaeus, 1758)    | Вид поза небезпекою                 | Нечисленний пролітний. Трапляється переважно понад Дніпром та на морському збережжі. |            |
| Брижач                              | Philomachus pugnax     | ( Linnaeus, 1758)    | Вид поза небезпекою                 | Гніздовий, перелітний, зрідка зимуючий. Гніздиться на Поліссі; мігрує на всій території; взимку інколи трапляється біля морського узбережжя.                                                                                |            |
| Побережник болотяний                | Limicola falcinellus   | Pontoppidan, 1763    | Вид поза небезпекою                 | Нечисленний пролітний. Трапляється на морському узбережжі, Сиваші, зрідка в інших регіонах. |            |
| Побережник червоногрудий            | Calidris ferruginea    | ( Pontoppidan, 1763) | Вид поза небезпекою                 | Пролітний на всій території. На Азово-Чорноморському узбережжі утворює значні за чисельністю скупчення. |            |
| Побережник білохвостий              | Calidris temminckii    | ( Leisler, 1820)     | Вид поза небезпекою                 | Нечисленний пролітний на всій території. | ·          |
| Лопатень                            | Calidris pygmea        | ( Linnaeus, 1758)    | Вид на межі зникнення               | Рідкісний залітний. Спостерігали по одній особині в Запорізькій області на Молочному лимані у XX ст. та на Луганщині в ХХІ ст.                                                                                              |            |
| Побережник білий                    | Calidris alba          | ( Pallas, 1764)      | Вид поза небезпекою                 | Нечисленний пролітний, зрідка зимуючий. Мігрує скрізь; взимку трапляється в дельті Дунаю. |            |
| Побережник чорногрудий              | Calidris alpina        | ( Linnaeus, 1758)    | Вид поза небезпекою                 | Пролітний, зрідка зимуючий. Під час сезонних міграцій трапляється на всій території, під час зимівлі — в дельті Дунаю та на Сиваші.                                                                                         |            |
| Побережник морський                 | Calidris maritima      | ( Brünnich, 1764)    | Вид поза небезпекою                 | Рідкісний залітний вид. Відомо 3 спостереження: два в Криму та одне на Кінбурнському півострові в Миколаївській області. |            |
| Побережник малий                    | Calidris minuta        | ( Leisler, 1812)     | Вид поза небезпекою                 | Звичайний пролітний. Трапляється на всій території, але найбільш численний біля морського узбережжя. |            |
| Побережник арктичний                | Calidris melanotos     | ( Vieillot, 1819)    | Вид поза небезпекою                 | Рідкісний залітний. Єдине спостереження — 26 вересня 2004 р. у Дніпропетровській області. |            |
| Жовтоволик                          | Calidris subruficollis | ( Vieillot, 1819)    | Вид, близький до загрозливого стану | Залітний птах у південних областях. Молоду самку здобуто в Криму 23 вересня 1973 р.. |            |
| Слуква лісова                       | Scolopax rusticola     | Linnaeus, 1758       | Вид поза небезпекою                 | Гніздовий, перелітний. Гніздиться в Поліссі, Лісостепу, деяких районах степової смуги та Кримських горах. Під час міграцій трапляється скрізь. Регулярно зимує в гірському Криму, зрідка в заплаві Дунаю.                   |            |
| Баранець великий                    | Gallinago media        | ( Latham, 1787)      | Вид, близький до загрозливого стану | Гніздовий, перелітний. Гніздиться на Поліссі та частково в Лісостепу, приблизно 500—700 пар. Мігрує скрізь. |            |
| Баранець звичайний                  | Gallinago gallinago    | ( Linnaeus, 1758)    | Вид поза небезпекою                 | Гніздовий, перелітний, зрідка зимуючий. Гніздиться в лісовій і лісостеповій смугах, а також на півночі степової смуги; мігрує скрізь; поодинокі особини інколи трапляються взимку на південному заході країни та на Сиваші. | ·          |
| Баранець малий                      | Lymnocryptes minimus   | ( Brünnich, 1764)    | Вид поза небезпекою                 | Пролітний, зрідка зимуючий. Мігрує на всій території, інколи трапляється взимку на півдні країни. |            |
| Плавунець круглодзьобий             | Phalaropus lobatus     | ( Linnaeus, 1758)    | Вид поза небезпекою                 | Рідкісний пролітний птах на всій території. |            |
| Плавунець плоскодзьобий             | Phalaropus fulicarius  | ( Linnaeus, 1758)    | Вид поза небезпекою                 | Рідкісний залітний птах на всій території. Відомо дещо більше 20 реєстрацій. |            |
| Мородунка                           | Xenus cinereus         | ( Güldenstädt, 1774) | Вид поза небезпекою                 | Гніздовий, перелітний. Гніздиться в басейні Десни та Середнього Дніпра. У періоди міграцій може траплятися скрізь. |            |
| Набережник палеарктичний            | Actitis hypoleucos     | ( Linnaeus, 1758)    | Вид поза небезпекою                 | Гніздовий, перелітний. Гніздиться майже на всій території, крім високогір'я та більшої частини степової смуги; мігрує скрізь.                                                                                               |            |
| Коловодник лісовий                  | Tringa ochropus        | ( Linnaeus, 1758)    | Вид поза небезпекою                 | Гніздовий, перелітний, зрідка зимуючий. Гніздиться на Поліссі та заході Лісостепу; під час міграцій трапляється скрізь. У зимовий період може траплятися здебільшого на півдні, інколи — на решті території країни.         |            |
| Коловодник чорний                   | Tringa erythropus      | ( Pallas, 1764)      | Вид поза небезпекою                 | Пролітний. Трапляється на всій території країни. |            |
| Коловодник великий                  | Tringa nebularia       | ( Gunnerus, 1767)    | Вид поза небезпекою                 | Пролітний птах. Трапляється на всій території. |            |
| Коловодник звичайний                | Tringa totanus         | ( Linnaeus, 1758)    | Вид поза небезпекою                 | Гніздовий, перелітний. Гніздиться на всій території, крім гір та Закарпаття; мігрує скрізь. |            |
| Коловодник болотяний                | Tringa glareola        | ( Linnaeus, 1758)    | Вид поза небезпекою                 | Пролітний, зареєстровано випадки гніздування. Під час міграцій трапляється скрізь. Епізодичне гніздування було виявлено у Західному Поліссі.                                                                                |            |
| Коловодник ставковий                | Tringa stagnatilis     | ( Bechstein, 1803)   | Вид поза небезпекою                 | Гніздовий, перелітний. Гніздиться спорадично на Лівобережжі Лісостепу; 50-100 пар. Під час міграцій може траплятися скрізь.                                                                                                 |            |

До списку родин • до списку рядів

### Родина Дерихвостові (Glareolidae)
Дерихвостові — невеликі птахи, розміром з дрозда. Дзьоб і ноги короткі або середньої довжини. Крила загострені. Заселяють степові, напівпустельні та пустельні райони. Відомо 17 видів; в Україні — 3 види.
| Українська назва                    | Латинська назва     | Автор таксона     | Статус МСОП                         | Статус і поширення в Україні | Ілюстрація |
| Ряд: Сивкоподібні (Charadriiformes) |                     |                   |                                     | |            |
| Родина: Дерихвостові (Glareolidae)  |                     |                   |                                     | |            |
| Бігунець пустельний*                | Cursorius cursor    | ( Latham, 1787)   | Вид поза небезпекою                 | Рідкісний залітний птах, який трапився на Дніпропетровщині 1840 р.. |            |
| Дерихвіст лучний                    | Glareola pratincola | ( Linnaeus, 1766) | Вид, близький до загрозливого стану | Гніздовий, перелітний. Поширений в Азово-Чорноморському регіоні від Дунаю до східних кордонів країни, переважно поблизу Сиваша та у Приазов'ї. Чисельність — приблизно 400 пар. |            |
| Дерихвіст степовий                  | Glareola nordmanni  | ( Fischer, 1842)  | Вид, близький до загрозливого стану | Гніздовий, перелітний. Поодинокі випадки гніздування бувають в Приазов'ї, на узбережжі Каркінітської затоки і Сиваша. Під час міграцій трапляється в інших приморських районах. |            |

До списку родин • до списку рядів

### Родина Мартинові (Laridae)
Мартинові — птахи середніх і великих розмірів. Дзьоб рівний, нерідко з гачком на кінці. Три передні пальці на ногах з плавальними перетинками. Оселяються переважно колоніями на водоймах або поблизу них. Рибоїдні та всеїдні. Відомо 100 видів; в Україні — 22 види.
| Українська назва                    | Латинська назва            | Автор таксона         | Статус МСОП         | Статус і поширення в Україні | Ілюстрація |
| Ряд: Сивкоподібні (Charadriiformes) |                            |                       |                     | |            |
| Родина: Мартинові (Laridae)         |                            |                       |                     | |            |
| Мартин малий                        | Larus minutus              | Pallas, 1776          | Вид поза небезпекою | Гніздовий, перелітний, зрідка зимуючий. Нерегулярно і спорадично гніздиться на Поліссі (Волинська область), в заплаві Десни та Дніпра в межах Київської області. Під час міграцій може траплятися скрізь. Іноді зимує біля узбережжя Чорного моря.                                                                                            |            |
| Мартин трипалий                     | Rissa tridactyla           | ( Linnaeus, 1758)     | Вид поза небезпекою | Рідкісний залітний вид. Траплявся понад Дніпром, Десною та в Причорномор'ї. |            |
| Мартин тонкодзьобий                 | Larus genei                | Breme, 1839           | Вид поза небезпекою | Гніздовий, перелітний, зимуючий. Гніздиться в Причорномор'ї та на Сиваші; взимку інколи трапляється біля південного узбережжя Криму. |            |
| Мартин звичайний                    | Larus ridibundus           | Linnaeus, 1766        | Вид поза небезпекою | Гніздовий, перелітний і зимуючий вид. Гніздиться на всій території, крім Карпат і Криму; мігрує скрізь; зимує регулярно біля морського узбережжя і подекуди на Дніпрі, зрідка — на інших водоймах. |            |
| Мартин каспійський                  | Larus ichthyaetus          | Pallas, 1773          | Вид поза небезпекою | Гніздовий, перелітний, зрідка зимуючий. Гніздиться у Причорномор'ї та Приазов'ї, частіше в Каркінітській затоці, на Сиваші, а також у невеликій кількості — на Дніпрі, та в дельті Дунаю. Гніздова чисельність — 1-1,5 тис. пар. У невеликій кількості трапляється взимку в дельті Дунаю, біля південного узбережжя Криму та в Приазов'ї.     |            |
| Мартин середземноморський           | Ichthyaetus melanocephalus | ( Temminck, 1820)     | Вид поза небезпекою | Гніздовий, перелітний, зрідка зимуючий. Гніздиться в Причорномор'ї та Приазов'ї. Залітний майже по всій країні. Іноді зимує біля південного узбережжя Криму. |            |
| Мартин сизий                        | Larus canus                | Linnaeus, 1758        | Вид поза небезпекою | Гніздовий, перелітний, зимуючий. Гніздиться на заході країни та на Десні; мігрує на всій території. Регулярно зимує на півдні та Дніпрі, зрідка трапляється взимку на водоймах решти території країни. |            |
| Мартин чорнокрилий                  | Larus fuscus               | Linnaeus 1758         | Вид поза небезпекою | Пролітний, зрідка зимуючий. Під час міграцій трапляється в приморських районах і в долині Дніпра, рідше — на решті території країни; інколи зимує біля чорноморського узбережжя. |            |
| Мартин сріблястий                   | Larus argentatus           | Pontoppidan, 1763     | Вид поза небезпекою | Нечисленний пролітний птах. Трапляється переважно в північно-західному регіоні та приморських районах. |            |
| Мартин скельний                     | Larus michahellis          | J. F. Naumann, 1840   | Вид поза небезпекою | Осілий, кочовий. Гніздиться на приморських скелях південного узбережжя Криму, на заході півострова Тарханкут і на півночі Керченського півострова. Чисельність кримської популяції становить приблизно 250 пар. |            |
| Мартин жовтоногий                   | Larus cachinnans           | Pallas, 1811          | Вид поза небезпекою | Осілий, кочовий, перелітний. Гніздиться майже на всій території, крім гір та Північного Лівобережжя. Найбільші колонії розташовані на Азово-Чорноморському узбережжі, звідки птахи з 1970-х років розселилися по Дніпру. Мігрує скрізь. Регулярно зимує вздовж морського узбережжя та на Дніпрі, на інших водоймах трапляється взимку зрідка. |            |
| Мартин полярний                     | Larus hyperboreus          | Gunnerus, 1767        | Вид поза небезпекою | Рідкісний залітний. Траплявся в долині Дніпра та в Азово-Чорноморському регіоні. |            |
| Мартин морський                     | Larus marinus              | Linnaeus, 1758        | Вид поза небезпекою | Рідкісний пролітний та зимуючий птах. Трапляєтться в долині Дніпра, Азово-Чорноморському регіоні та західних областях країни. |            |
| Крячок малий                        | Sterna albifrons           | Pallas, 1764          | Вид поза небезпекою | Гніздовий, перелітний. Гніздиться вздовж Азово-Чорноморського узбережжя та у басейнах великих рік. Чисельність — 2,5—4 тис. пар. |            |
| Крячок чорнодзьобий                 | Gelochelidon nilotica      | ( J. F. Gmelin, 1789) | Вид поза небезпекою | Гніздовий, перелітний. Нечисленний, гніздиться на півночі та заході чорноморського узбережжя, Сиваші та Керченському півострові. |            |
| Крячок каспійський                  | Hydroprogne caspia         | ( Pallas, 1770)       | Вид поза небезпекою | Гніздовий, перелітний. Нечисленний, гніздиться в Азово-Чорноморському регіоні; в періоди міграції може траплятися на всій території країни. |            |
| Крячок білощокий                    | Chlidonias hybrida         | ( Pallas, 1811)       | Вид поза небезпекою | Гніздовий, перелітний. Гніздиться на всій території, крім гір; мігрує скрізь. |            |
| Крячок білокрилий                   | Chlidonias leucopterus     | ( Temminck, 1815)     | Вид поза небезпекою | Гніздовий, перелітний. На гніздуванні поширений нерівномірно на всій території, крім гір та Закарпаття. |            |
| Крячок чорний                       | Chlidonias niger           | ( Linnaeus, 1758)     | Вид поза небезпекою | Гніздовий, перелітний. Гніздиться майже на всій території, крім Карпат та більшої частини Криму; мігрує скрізь. |            |
| Крячок річковий                     | Sterna hirundo             | Linnaeus, 1758        | Вид поза небезпекою | Гніздовий, перелітний. Гніздиться скрізь, крім гір. Гніздову популяцію оцінюють у 40-50 тис. пар. Під час міграції може траплятися скрізь. | ·          |
| Крячок полярний                     | Sterna paradisaea          | Pontoppidan, 1763     | Вид поза небезпекою | Рідкісний залітний птах, трапляється на перельоті в приморських районах і долині Дніпра. |            |
| Крячок рябодзьобий                  | Thalasseus sandvicensis    | ( Latham, 1787)       | Вид поза небезпекою | Гніздовий, перелітний. Поширений у Причорномор'ї та Приазов'ї. Чисельність — 5—40 тис. пар. | ·          |

До списку родин • до списку рядів

### Родина Поморникові (Stercorariidae)
Поморникові — морські птахи середніх і великих розмірів, переважно з темним оперенням. Ноги відносно короткі. Дзьоб масивний, верхня щелепа на кінці дещо загнута донизу. Заселяють морське узбережжя. Зоофаги. Відомо 7 видів; в Україні — 4 види.
| Українська назва                     | Латинська назва          | Автор таксона     | Статус МСОП         | Статус і поширення в Україні                                                                    | Ілюстрація |
| Ряд: Сивкоподібні (Charadriiformes)  |                          |                   |                     |                                                                                                 |            |
| Родина: Поморникові (Stercorariidae) |                          |                   |                     |                                                                                                 |            |
| Поморник довгохвостий                | Stercorarius longicaudus | Vieillot, 1819    | Вид поза небезпекою | Рідкісний залітний птах, якого спостерігали на Сиваші, біля Каркінітської затоки та біля Києва. |            |
| Поморник короткохвостий              | Stercorarius parasiticus | ( Linnaeus, 1758) | Вид поза небезпекою | Нечисленний пролітний на всій території. Частіше трапляється на Азово-Чорноморському узбережжі. |            |
| Поморник середній                    | Stercorarius pomarinus   | ( Temminck, 1815) | Вид поза небезпекою | Залітний майже на всій території.                                                               |            |
| Поморник великий*                    | Stercorarius skua        | ( Brünnich, 1764) | Вид поза небезпекою | Рідкісний залітний. На території України відомо 5 реєстрацій.                                   |            |

До списку родин • до списку рядів

### Родина Алькові (Alcidae)
Алькові — морські птахи дрібних і середніх розмірів. Дзьоб короткий або видовжений, іноді масивний. Ноги короткі, передні пальці з'єднані плавальною перетинкою, задній палець редукований. Добре плавають і пірнають. Живуть на берегах північних морів, утворюючи великі колонії — «пташині базари». Відомо 24 види; в Україні — 1 вид.
| Українська назва                    | Латинська назва | Автор таксона     | Статус МСОП         | Статус і поширення в Україні                                                                                               | Ілюстрація |
| Ряд: Сивкоподібні (Charadriiformes) |                 |                   |                     | |            |
| Родина: Алькові (Alcidae)           |                 |                   |                     | |            |
| Люрик                               | Alle alle       | ( Linnaeus, 1758) | Вид поза небезпекою | Рідкісний, залітний птах у західному регіоні країни. Молоду самку було здобуто в Хмельницькій області 7 листопада 1981 р.. |            |

До списку родин • до списку рядів

## Ряд Совоподібні (Strigiformes)
Сови — нічні хижі птахи середніх і великих розмірів. Вони мають великі, спрямовані вперед очі, несеметрично розташовані вуха та лицевий диск. Відомо 238 видів, з яких в Україні трапляються 13 видів.

### Родина Сипухові (Tytonidae)
Сипухові — птахи середніх розмірів. Тіло струнке. Лицевий диск серцеподібний. Пальці вкриті жорстким щетиноподібним пір'ям. Заселяють різноманітні ландшафти. Переважно зоофаги. Відомо 16 видів; в Україні — 1 вид.
| Українська назва                | Латинська назва | Автор таксона    | Статус МСОП         | Статус і поширення в Україні | Ілюстрація |
| Ряд: Совоподібні (Strigiformes) |                 |                  |                     | |            |
| Родина: Сипухові (Tytonidae)    |                 |                  |                     | |            |
| Сипуха крапчаста                | Tyto alba       | ( Scopoli, 1769) | Вид поза небезпекою | Осілий. Зареєстрований на гніздуванні в Криму та на Закарпатті. У позагніздовий період може з'являтися в інших районах України. Гніздова чисельність — 30 пар. | ·          |

До списку родин • до списку рядів

### Родина Совові (Strigidae)
Совові — птахи дрібних, середніх і великих розмірів, нерідко із зовнішніми «вушками». Цівка у багатьох видів вкрита пір'ям, а часто і пальці. Лицевий диск округлий, іноді невиразний. Заселяють різноманітні ландшафти. Зоофаги. Відомо 134 види; в Україні трапляються 12 видів.
| Українська назва                | Латинська назва       | Автор таксона          | Статус МСОП         | Статус і поширення в Україні | Ілюстрація |
| Ряд: Совоподібні (Strigiformes) |                       |                        |                     | |            |
| Родина: Совові (Strigidae)      |                       |                        |                     | |            |
| Сова яструбина                  | Surnia ulula          | ( Linnaeus, 1758)      | Вид поза небезпекою | Рідкісний залітний птах взимку на Поліссі (Чернігівська область) і в північних районах Лісостепу. |            |
| Сичик-горобець євразійський     | Glaucidium passerinum | ( Linnaeus, 1758)      | Вид поза небезпекою | Осілий. Поширений у Карпатах, Розточчі та на півночі Полісся. Чисельність — 150—350 пар. |            |
| Сич хатній                      | Athene noctua         | ( Scopoli, 1769)       | Вид поза небезпекою | Осілий. Гніздовий птах всієї території, крім високогір'я. |            |
| Сич волохатий                   | Aegolius funereus     | ( Linnaeus, 1758)      | Вид поза небезпекою | Осілий, кочовий. Гніздиться у Карпатах (Львівська область), на Поліссі (Житомирська, Чернігівська, Київська, Сумська області). Ймовірно, гніздиться в соснових лісах Криму та на Розточчі. На решті території — рідкісний залітний. |            |
| Сплюшка євразійська             | Otus scops            | ( Linnaeus, 1758)      | Вид поза небезпекою | Гніздовий, перелітний. Гніздиться на півдні Лісостепу, в Степу, Криму і на Закарпатті. Чисельність — 2—4 тис. пар. |            |
| Сова вухата                     | Asio otus             | ( Linnaeus, 1758)      | Вид поза небезпекою | Осілий, кочовий. Гніздиться на всій території, не зимує лише в Карпатах. |            |
| Сова болотяна                   | Asio flammeus         | ( Pontoppidan, 1763)   | Вид поза небезпекою | Осілий, кочовий. Гніздиться на усій території України, за винятком Карпат і Кримських гір. Можливо, гніздиться в Закарпатській області. Зимує на усій території України. Чисельність — 800—1700 пар.                                |            |
| Сова сіра                       | Strix aluco           | Linnaeus, 1758         | Вид поза небезпекою | Осілий птах. Поширений в лісовій та лісостеповій смугах, на значній частині степової смуги, у пониззі Дніпра, Придунайському регіоні і Кримських горах.                                                                             | ·          |
| Сова довгохвоста                | Strix uralensis       | Pallas, 1771           | Вид поза небезпекою | Осілий. Рідкісний гніздовий вид Карпат, Прикарпаття та Закарпаття. Загальна чисельність становить приблизно 1 тис. особин, яка зростає у зимовий період за рахунок птахів, що мігрують з півночі.                                   |            |
| Сова бородата                   | Strix nebulosa        | ( J. R. Forster, 1772) | Вид поза небезпекою | Осілий птах. Вперше гніздування виду в Україні спостерігали у 1985 р. (північна частина Житомирської області). Поширений на півночі Західного та Центрального Полісся. Чисельність — до 30 пар.                                     |            |
| Сова біла                       | Bubo scandiacus       | ( Linnaeus, 1758)      | Вид поза небезпекою | Рідкісний залітний взимку. Трапляється в лісовій і лісостеповій смугах, зрідка — у степовій. Найбільше зальотів на території України відмічено в кінці XIX — на початку XX ст.                                                      |            |
| Пугач палеарктичний             | Bubo bubo             | ( Linnaeus, 1758)      | Вид поза небезпекою | Осілий. Поширений мозаїчно, переважно на півночі, в Карпатах і на сході (Луганська область). Гніздиться приблизно 200 пар. | ·          |

До списку родин • до списку рядів

## Ряд Яструбоподібні (Accipitriformes)
Яструбоподібні — денні хижі птахи. Вирізняються міцною будовою тіла, гострими кігтями та дзьобом, швидким польотом. Відомо приблизно 250 видів, з яких в Україні трапляються 27 видів.

### Родина Скопові (Pandionidae)
Скопові — рибоїдні птахи розміром більші за качку. Дзьоб короткий, міцний, загнутий донизу; біля основи верхньої щелепи восковиця. Пальці знизу вкриті горбочками з дрібними гострими шипами. Заселяють лісові місцевості біля водойм. Родина представлена 3 видами, з яких в Україні трапляється 1 вид.
| Українська назва                      | Латинська назва   | Автор таксона     | Статус МСОП         | Статус і поширення в Україні | Ілюстрація |
| Ряд: Яструбоподібні (Accipitriformes) |                   |                   |                     | |            |
| Родина: Скопові (Pandionidae)         |                   |                   |                     | |            |
| Скопа                                 | Pandion haliaetus | ( Linnaeus, 1758) | Вид поза небезпекою | Гніздовий, перелітний. На гніздуванні рідкісний. Відомі 2 гніздові пари у Волинській області: Черемський заповідник (2006) і нацпарк «Прип'ять-Стохід» (2008). У 1980-1990-х роках було відомо два гнізда в заплаві Десни (Чернігівська й Сумська область) та одне на Корнинському водосховищі (Житомирська область). Під час міграцій трапляється по всій країні. | ·          |

До списку родин • до списку рядів

### Родина Яструбові (Accipitridae)
Яструбові — птахи середніх і великих розмірів. Дзьоб короткий, загнутий донизу; біля основи верхньої щелепи восковиця. Кігті гострі. Заселяють різноманітні біотопи. Відомо 248 видів; в Україні — 26 видів.
| Українська назва                      | Латинська назва        | Автор таксона         | Статус МСОП                         | Статус і поширення в Україні | Ілюстрація |
| Ряд: Яструбоподібні (Accipitriformes) |                        |                       |                                     | |            |
| Родина: Яструбові (Accipitridae)      |                        |                       |                                     | |            |
| Осоїд євразійський                    | Pernis apivorus        | ( Linnaeus, 1758)     | Вид поза небезпекою                 | Гніздовий, перелітний. Гніздиться в лісовій і лісостеповій смугах, а також частково в степовій смузі та Кримських горах; мігрує скрізь. |            |
| Ягнятник                              | Gypaetus barbatus      | ( Linnaeus, 1758)     | Уразливий вид                       | Рідкісний залітний. Зареєстрований у Карпатах. |            |
| Стерв'ятник білий                     | Neophron percnopterus  | ( Savigny, 1809)      | Вид поза небезпекою                 | Рідкісний залітний. Трапляється в Криму та інших регіонах. До 1980-х років поодинокі пари гніздилися в скелястих урвищах по берегах Дністра, а до 1950-х років — у Кримських горах . |            |
| Змієїд блакитноногий                  | Circaetus gallicus     | ( J. F. Gmelin, 1788) | Вид поза небезпекою                 | Гніздовий, перелітний. Гніздиться переважно в Лісостепу і Поліссі; зареєстрований в Карпатах і горах Криму. Чисельність — 250—300 пар. Під час міграцій трапляється майже на всій території. |            |
| Сип білоголовий                       | Gyps fulvus            | ( Hablizl, 1783)      | Вид поза небезпекою                 | Осілий, кочовий. Гніздиться в Криму — на Бабуган-яйлі та на південних схилах гір, 10—15 пар. В інших регіонах країни — залітний. |            |
| Гриф чорний                           | Aegypius monachus      | ( Linnaeus, 1766)     | Вид, близький до загрозливого стану | Осілий. Гніздиться лише в Кримських горах (Південна Демерджі) поодинокими парами (5—11 пар). В інших областях — рідкісний залітний вид. |            |
| Підорлик малий                        | Clanga pomarina        | C. L. Brehm, 1831     | Вид поза небезпекою                 | Гніздовий, перелітний. Гніздиться на заході, в центрі та на півночі країни; під час міграцій трапляється на всій території. Чисельність становить до 1,2—1,5 тис. особин. |            |
| Підорлик великий                      | Clanga clanga          | Pallas, 1811          | Уразливий вид                       | Гніздовий, перелітний, зрідка зимуючий. Рідкісний гніздовий птах Полісся (північ Рівненської області). Сучасну чисельність виду в Україні оцінюють у 25—35 пар.. У зимовий період зрідка трапляється в Закарпатській області та на півдні країни. |            |
| Орел степовий                         | Aquila nipalensis      | Hodgson, 1833         | Перебуває під загрозою зникнення    | Рідкісний пролітний птах. Колись був типовим для Степу. Останній випадок гніздування стався у 1980-х роках в заповіднику Асканія-Нова. |            |
| Могильник східний                     | Aquila heliaca         | Savigny, 1809         | Уразливий вид                       | Гніздовий, перелітний, зимуючий. Поширений на сході лісостепової смуги, в окремих лісах та лісосмугах степової смуги (басейн Сіверського Дінця), в Кримських горах. Чисельність — приблизно 100 пар. Мігрує на всій території. Зимує в Криму. |            |
| Беркут                                | Aquila chrysaetos      | ( Linnaeus, 1758)     | Вид поза небезпекою                 | Осілий, перелітний, зимуючий. Гніздиться лише у високогір'ї Карпат; 10—15 пар. Під час міграцій та зимівлі трапляється на всій території. |            |
| Орел-карлик                           | Hieraaetus pennatus    | ( J. F. Gmelin, 1788) | Вид поза небезпекою                 | Гніздовий, перелітний. Гніздиться переважно у лісостеповій смузі, у степовій трапляється в долинах річок і деяких байраках. Чисельність — 450—500 пар; переважно на півночі Одеської, сході Кіровоградської областей та на сході країни. У періоди міграцій може траплятися скрізь. |            |
| Лунь очеретяний                       | Circus aeruginosus     | ( Linnaeus, 1758)     | Вид поза небезпекою                 | Гніздовий, перелітний, зрідка зимуючий. Гніздиться по всій території, крім гірських районів; мігрує скрізь. Іноді зимує на півдні, значно рідше трапляється взимку на решті території. |            |
| Лунь польовий                         | Circus cyaneus         | ( Linnaeus, 1766)     | Вид поза небезпекою                 | Гніздовий, перелітний, зимуючий. На гніздуванні рідкісний, трапляється в деяких північних районах Полісся. Гніздиться 10—20 пар. Мігрує скрізь; зимує на всій території країни, але переважно в степовій та лісостеповій смугах. |            |
| Лунь степовий                         | Circus macrourus       | ( S. G. Gmelin, 1770) | Вид, близький до загрозливого стану | Пролітний. Випадки гніздування зареєстровані в лісостеповій та степовій смугах. Востаннє в Луганській області гніздився в 1980-ті роки. Під час міграцій трапляється на всій території, але частіше на півдні країни. |            |
| Лунь лучний                           | Circus pygargus        | ( Linnaeus, 1758)     | Вид поза небезпекою                 | Гніздовий, перелітний. До гніздового ареалу належить майже вся територія України, крім Карпат і Кримських гір, але скрізь гніздиться спорадично. Чисельність — 2—3 тис. пар. Мігрує на всій території. |            |
| Яструб коротконогий                   | Accipiter brevipes     | ( Severtsov, 1850)    | Вид поза небезпекою                 | Гніздовий, перелітний. Гніздиться виключно в заплаві Сіверського Дінця та його притоки Деркул в Луганській області; не більше 10-20 пар. Мігрує в південних районах. |            |
| Яструб малий                          | Accipiter nisus        | ( Linnaeus, 1758)     | Вид поза небезпекою                 | Гніздовий, перелітний, зимуючий. Гніздиться в лісовій і лісостеповій смугах, а також на сході степової смуги і в гірському Криму; під час міграцій та на зимівлі трапляється на всій території. |            |
| Яструб великий                        | Accipiter gentilis     | ( Linnaeus, 1758)     | Вид поза небезпекою                 | Осілий, кочовий, перелітний. Трапляється на всій території. |            |
| Орлан-довгохвіст                      | Haliaeetus leucoryphus | ( Pallas, 1771)       | Уразливий вид                       | Рідкісний залітний. Відомо 2 випадки здобування птахів (1910 р. — Херсонська область, 1964 р. — Полтавська область) та декілька спостережень. Останнє з них — 27.04.2011 на межі Полтавської та Дніпропетровської областей. |            |
| Орлан-білохвіст                       | Haliaeetus albicilla   | Linnaeus, 1758        | Вид поза небезпекою                 | Осілий, кочовий, перелітний. Трапляється майже на всій території (крім Карпат та гірського Криму) поблизу водойм. Гніздиться в долині Дніпра, на сході і заході країни, а також у Північно-західному Причорномор'ї. Станом на 2009 р., популяцію оцінювали в 100—120 пар. Чисельність зростає. У міграційні періоди може траплятися скрізь. Зимує на Лівобережжі, півдні країни та Закарпатті; до 400 особин. |            |
| Шуліка рудий                          | Milvus milvus          | ( Linnaeus, 1758)     | Вид, близький до загрозливого стану | Рідкісний гніздовий, перелітний. Відомі окремі випадки гніздування в західних областях (Львівська область та Полісся) України у 2010-ті роки. Залітний в інших регіонах. |            |
| Шуліка чорний                         | Milvus migrans         | ( Boddaert, 1783)     | Вид поза небезпекою                 | Гніздовий, перелітний, зрідка зимуючий. Гніздиться майже на всій території, за винятком значної частину Степу, Криму та високогірних районів Карпат; мігрує скрізь. У невеликій кількості зимує поблизу Севастополя. В Україні гніздиться приблизно 2 тис. пар. |            |
| Зимняк                                | Buteo lagopus          | ( Pontoppidan, 1763)  | Вид поза небезпекою                 | Пролітний, зимуючий. На всій території. |            |
| Канюк звичайний                       | Buteo buteo            | ( Linnaeus, 1758)     | Вид поза небезпекою                 | Гніздовий, перелітний, зимуючий. Звичайний вид. Гніздиться на всій території, крім півдня степової смуги; мігрує скрізь; взимку трапляється на більшій частині країни. | ·          |
| Канюк степовий                        | Buteo rufinus          | ( Cretzschmar, 1827)  | Вид поза небезпекою                 | Гніздовий, перелітний, зимуючий. Гніздиться у степовій смузі, на більшій частині лісостепової смуги, в гірському Криму; під час міграцій трапляється майже на всій території країни. Зимує переважно на півдні степової смуги. У середині 1950-х років вважався зниклим, а в першому десятилітті ХХІ ст. гніздилося до 250 пар.                                                                               |            |

До списку родин • до списку рядів

## Ряд Bucerotiformes
Bucerotiformes — птахи невеликих і значних розмірів зі строкатим оперенням, які поширені переважно в тропічних і субтропічних районах. Раніше їх включали до ряду Сиоворакшоподібних (Coraciiformes). Заселяють відкриті простори та узлісся. Комахоїдні. Відомо 72 види; в Україні трапляється лише 1 вид.

### Родина Одудові (Upupidae)
Одудові — птахи середнього розміру з довгим тонким зігнутим донизу дзьобом, рухливим чубом із пір'я на голові, широкими заокругленими крилами та короткими міцними ногами. Заселяються відкриті біотопи з невеликою кількістю дерев, населені пункти сільського типу. У світовій фауні 2 види, в Україні — 1.
| Українська назва           | Латинська назва | Автор таксона  | Статус МСОП         | Статус і поширення в Україні | Ілюстрація |
| Ряд: Bucerotiformes        |                 |                |                     | |            |
| Родина: Одудові (Upupidae) |                 |                |                     | |            |
| Одуд                       | Upupa epops     | Linnaeus, 1758 | Вид поза небезпекою | Гніздовий, перелітний. Гніздиться повсюдно, крім високогір'я; під час міграцій може бути виявлений скрізь. Траплялися випадки зимівлі поодиноких особин. | ·          |

До списку рядів

## Ряд Сиворакшоподібні (Coraciiformes)
Сиворакшоподібні — невеликі та середніх розмірів яскраво забарвлені комахоїдні та рибоїдні птахи. Поширені переважно в тропічних і субтропічних регіонах. Відомо 187 видів, з яких в Україні трапляються 5 видів.

### Родина Бджолоїдкові (Meropidae)
Бджолоїдкові — птахи середніх розмірів з яскравим оперенням, видовженим, загостреним і трохи загнутим дзьобом та короткими ногами. Заселяють рідколісся та відкриті простори. Комахоїдні. Відомо 31 вид; в Україні — 2 види.
| Українська назва                      | Латинська назва | Автор таксона  | Статус МСОП         | Статус і поширення в Україні | Ілюстрація |
| Ряд: Сиворакшоподібні (Coraciiformes) |                 |                |                     | |            |
| Родина: Бджолоїдкові (Meropidae)      |                 |                |                     | |            |
| Бджолоїдка зелена                     | Merops persicus | Pallas, 1773   | Вид поза небезпекою | Рідкісний залітний птах, переважно степової зони країни. Зареєстровано щонайменше 7 випадків спостережень на півдні (Одеська й Миколаївська області та Крим), сході (Донецька й Харківська області) та заході (Чернівецька область). Останній із зальотів стався в середині листопада 2019 р. в Київській області. |            |
| Бджолоїдка звичайна                   | Merops apiaster | Linnaeus, 1758 | Вид поза небезпекою | Гніздовий, перелітний. Гніздиться на всій території, за винятком гір; мігрує скрізь. Чисельність оцінюють у 2—4 тис. пар. |            |

До списку родин • до списку рядів

### Родина Сиворакшові (Coraciidae)
Сиворакшові — птахи середніх розмірів з міцним дзьобом і відносно короткими ногами. В оперенні часто є синій та рудий кольори. Заселяють узлісся та відкриті місцевості. Переважно комахоїдні. Відомо 13 видів; в Україні трапляється лише 1 вид.
| Українська назва                      | Латинська назва   | Автор таксона  | Статус МСОП                         | Статус і поширення в Україні | Ілюстрація |
| Ряд: Сиворакшоподібні (Coraciiformes) |                   |                |                                     | |            |
| Родина: Сиворакшові (Coraciidae)      |                   |                |                                     | |            |
| Сиворакша євразійська                 | Coracias garrulus | Linnaeus, 1758 | Вид, близький до загрозливого стану | Гніздовий, перелітний. Тримається на узліссях старих лісів, у балках, біля урвищ, стрімких берегів річок серед відкритих сухих місцевостей Лісостепу та Степу; можливими є випадки гніздування в інших регіонах. Чисельність оцінюють у 4—5 тис. пар, і вона скорочується. |            |

До списку родин • до списку рядів

### Родина Рибалочкові (Alcedinidae)
Рибалочкові — птахи дрібних і середніх розмірів з довгим загостреним дзьобом і короткими ногами. Заселяють рідколісся та відкриті місцевості, часто поблизу водойм. Переважно рибоїдні. Відомо 91 вид; в Україні — 2 види.
| Українська назва                      | Латинська назва | Автор таксона     | Статус МСОП         | Статус і поширення в Україні | Ілюстрація |
| Ряд: Сиворакшоподібні (Coraciiformes) |                 |                   |                     | |            |
| Родина: Рибалочкові (Alcedinidae)     |                 |                   |                     | |            |
| Рибалочка блакитний                   | Alcedo atthis   | ( Linnaeus, 1758) | Вид поза небезпекою | Гніздовий, перелітний, зимуючий. Гніздиться майже на всій території, крім Криму (на півострові відомі лише окремі випадки гніздування) і високогір'я Карпат; мігрує скрізь; регулярно зимує в окремих районах півдня та на Прикарпатті, зрідка — на решті території. |            |
| Рибалочка строкатий                   | Ceryle rudis    | ( Linnaeus, 1758) | Вид поза небезпекою | Рідкісний залітний вид. Одну особину спостерігали 1926 р. біля міста Судака в Криму. |            |

До списку родин • до списку рядів

## Ряд Дятлоподібні (Piciformes)
Дятлоподібні — невеликого та середнього розміру птахи, які ведуть переважно деревний спосіб життя. Із 484 видів дятлоподібних світової фауни в Україні трапляється 10 видів.

### Родина Дятлові (Picidae)
| Українська назва               | Латинська назва      | Автор таксона                 | Статус МСОП         | Статус і поширення в Україні | Ілюстрація |
| Ряд: Дятлоподібні (Piciformes) |                      |                               |                     | |            |
| Родина: Дятлові (Picidae)      |                      |                               |                     | |            |
| Крутиголовка звичайна          | Jynx torquilla       | Linnaeus, 1758                | Вид поза небезпекою | Гніздовий, перелітний. Гніздиться по всій території, крім високогір'я; мігрує скрізь. Гніздова популяція становить 35—55 тис. пар.                                                                     |            |
| Жовна сива                     | Picus canus          | ( J. F. Gmelin, 1788)         | Вид поза небезпекою | Осілий, кочовий. Поширений у лісовій і лісостеповій смугах, крім високогір'я Карпат, а також у північній частині степової смуги і Придунайському регіоні. Гніздова популяція становить 11—15 тис. пар. |            |
| Жовна зелена                   | Picus viridis        | Linnaeus, 1758                | Вид поза небезпекою | Осілий, кочовий. Гніздиться на Поліссі, у західних районах та, спорадично, пониззі Дунаю та Дністра. Гніздова популяція становить 500—800 пар.                                                         |            |
| Жовна чорна                    | Dryocopus martius    | ( Linnaeus, 1758)             | Вид поза небезпекою | Осілий, кочовий. Гніздиться в лісовій та частково лісостеповій смугах. |            |
| Дятел трипалий                 | Picoides tridactylus | ( Linnaeus, 1758)             | Вид поза небезпекою | Осілий. Гніздиться в Карпатах та на Поліссі (ліси на півночі Житомирської, Рівненської і Волинської областей). Гніздова популяція становить понад 300 пар.                                             |            |
| Дятел середній                 | Dendrocopos medius   | ( Linnaeus, 1758)             | Вид поза небезпекою | Осілий і кочовий птах лісової та лісостепової смуг, крім Карпат. Гніздова популяція становить 6—9 тис. пар.                                                                                            |            |
| Дятел малий                    | Dryobates minor      | ( Linnaeus, 1758)             | Вид поза небезпекою | Осілий, кочовий. Гніздиться в лісовій та лісостеповій смугах, крім Карпат, а також частково на півночі степової смуги.                                                                                 |            |
| Дятел білоспинний              | Dendrocopos leucotos | ( Bechstein, 1803)            | Вид поза небезпекою | Осілий, кочовий. Поширений у лісовій та частково лісостеповій смугах, крім високогір'я Карпат. Чисельність оцінюють у 1 тис. пар.                                                                      |            |
| Дятел сирійський               | Dendrocopos syriacus | ( Hemprich & Ehrenberg, 1833) | Вид поза небезпекою | Осілий, кочовий. Звичайний вид в населених пунктах на всій території України, крім гір. Чисельність оцінюють у 2—4 тис. пар.                                                                           |            |
| Дятел звичайний                | Dendrocopos major    | ( Linnaeus, 1758)             | Вид поза небезпекою | Осілий, кочовий. Звичайний вид, поширений на всій території країни. | ·          |

До списку родин • до списку рядів

## Ряд Соколоподібні (Falconiformes)
Соколоподібні — великі та середні за розміром хижі птахи з відносно великою головою, помірно довгими ногами, коротким дзьобом з гачкоподібно загнутою верхньою щелепою на кінці і особливим зубцем на ній, вузьким відносно довгим хвостом. Крила порівняно вузькі, довгі й загострені. Дуже рухливі птахи. У світі 64 види; у фауні України — 9 видів.

### Родина Соколові (Falconidae)
| Українська назва                   | Латинська назва   | Автор таксона    | Статус МСОП                         | Статус і поширення в Україні | Ілюстрація |
| Ряд: Соколоподібні (Falconiformes) |                   |                  |                                     | |            |
| Родина: Соколові (Falconidae)      |                   |                  |                                     | |            |
| Боривітер степовий                 | Falco naumanni    | Fleischer, 1818  | Уразливий вид                       | Гніздовий, перелітний. Зрідка трапляється в степовій смузі. Гніздиться епізодично й у невеликій кількості, тільки в Криму. |            |
| Боривітер звичайний                | Falco tinnunculus | Linnaeus, 1758   | Вид поза небезпекою                 | Гніздовий, перелітний, зимуючий. Звичайний вид. У гніздовий та міграційний періоди трапляється на всій території країни. Зимує на півдні, зрідка — в інших регіонах. |            |
| Кібчик червононогий                | Falco vespertinus | Linnaeus, 1766   | Вид, близький до загрозливого стану | Гніздовий, перелітний. Гніздиться переважно у степовій смузі. Чисельність скорочуються. Під час міграцій трапляється на всій території країни. |            |
| Ланер                              | Falco biarmicus   | Temminck, 1825   | Вид поза небезпекою                 | Рідкісний залітний: єдине спостереження сталося в 2008 р. у Криму. |            |
| Підсоколик малий                   | Falco columbarius | Linnaeus, 1758   | Вид поза небезпекою                 | Пролітний, зимуючий. На всій території країни. | ·          |
| Підсоколик великий                 | Falco subbuteo    | Linnaeus, 1758   | Вид поза небезпекою                 | Гніздовий, перелітний. Гніздиться скрізь, крім Степового Криму. Під час міграцій трапляється на всій території країни. |            |
| Балабан                            | Falco cherrug     | J. E. Gray, 1834 | Уразливий вид                       | Гніздовий, перелітний, зимуючий. На гніздуванні поширений у степовій смузі. Під час міграцій може траплятися скрізь. Регулярно зимує в Криму та деяких інших приморських районах; інколи взимку трапляється на решті території країни. Станом на 2009 р., гніздилось 250—300 пар. Протягом останнього десятиліття чисельність скорочується. |            |
| Кречет                             | Falco rusticolus  | Linnaeus, 1758   | Вид поза небезпекою                 | Рідкісний залітний. Трапляється на всій території країни в зимовий період. |            |
| Сапсан                             | Falco peregrinus  | Tunstall, 1771   | Вид поза небезпекою                 | Гніздовий, перелітний, зимуючий. Рідкісний. Гніздиться переважно в гірському Криму, чисельність становить 120—130 пар. Можливе гніздування в Карпатах. У період міграцій та взимку трапляється на всій території країни, нерідко в населених пунктах.                                                                                       |            |

до списку рядів

## Ряд Папугоподібні (Psittaciformes)
Папуги — від дрібних до великих розмірів тропічні птахи з характерним гачкуватим дзьобом, який дещо сплощений з боків. Хвіст у багатьох видів значно видовжений. Ведуть деревний спосіб життя. У ряді налічують 399 видів; в Україні — 1 вид.

### Родина Папугові (Psittacidae)
| Українська назва                    | Латинська назва    | Автор таксона    | Статус МСОП         | Статус і поширення в Україні | Ілюстрація |
| Ряд: Папугоподібні (Psittaciformes) |                    |                  |                     | |            |
| Родина: Папугові (Psittacidae)      |                    |                  |                     | |            |
| Папуга Крамера                      | Psittacula krameri | ( Scopoli, 1769) | Вид поза небезпекою | Рідкісний залітний вид. Відомо кілька випадків виявлення поодиноких особин у природі. У Херсонській області 1 особину здобули 31 серпня 1976 р. на Солоноозерній ділянці Чорноморського біосферного заповідника. Стан оперення вказував на життя птаха в дикій природі. Відомо й кілька реєстрацій цього виду в Донецькій області. Утім є сумніви щодо природного характеру зальоту виду на схід України. Ймовірніше, там папуги втекли з приватних колекцій. |            |

До списку рядів

## Ряд Горобцеподібні (Passeriformes)
Горобцеподібні — переважно дрібні і середнього розміру птахи, які значно різняться за зовнішнім виглядом, способом життя, умовами існування і способами добування їжі. Поширені по всьому світу. Відомо приблизно 5400 видів, з яких на території України трапляється 177 видів.

### Родина Вивільгові (Oriolidae)
Вивільгові — птахи невеликих розмірів. Дзьоб видовжений. Заселяють різнотипні ліси. Комахоїдні. Відомо 2 роди з 28 видами, з яких в Україні зустрічається 1 вид.
| Українська назва                    | Латинська назва | Автор таксона     | Статус МСОП         | Статус і поширення в Україні                                                                                        | Ілюстрація |
| Ряд: Горобцеподібні (Passeriformes) |                 |                   |                     | |            |
| Родина: Вивільгові (Oriolidae)      |                 |                   |                     | |            |
| Вивільга звичайна                   | Oriolus oriolus | ( Linnaeus, 1758) | Вид поза небезпекою | Гніздовий, перелітний. Гніздиться на всій території, крім високогір'я та південного узбережжя Криму; мігрує скрізь. |            |

До списку родин • до списку рядів

### Родина Сорокопудові (Laniidae)
Сорокопудові — птахи дрібних і середніх розмірів. Дзьоб міцний, з невеликим гачком і зубчастим виростом на кінці верхньої щелепи. Хвіст видовжений. Комахоїдні, іноді живляться дрібними хребетними тваринами. Відомо 12 родів з 81 видом, з яких в Україні зустрічається 4 види.
| Українська назва                    | Латинська назва  | Автор таксона      | Статус МСОП         | Статус і поширення в Україні | Ілюстрація |
| Ряд: Горобцеподібні (Passeriformes) |                  |                    |                     | |            |
| Родина: Сорокопудові (Laniidae)     |                  |                    |                     | |            |
| Сорокопуд терновий                  | Lanius collurio  | Linnaeus, 1758     | Вид поза небезпекою | Гніздовий, перелітний. Широко поширений вид на всій території. Чисельність оцінюють у 350—450 тис. пар. |            |
| Сорокопуд чорнолобий                | Lanius minor     | J. F. Gmelin, 1788 | Вид поза небезпекою | Гніздовий, перелітний. Гніздиться скрізь, крім гір, але найчастіше у південній частині країни. Чисельність становить 20—35 тис. пар                                                                        |            |
| Сорокопуд північний                 | Lanius borealis  | Vieillot, 1808     | Вид поза небезпекою | Рідкісний залітний в осінньо-зимовий період. |            |
| Сорокопуд сірий                     | Lanius excubitor | Linnaeus, 1758     | Вид поза небезпекою | Осілий, кочовий, зимуючий. Гніздиться у Поліссі, Прикарпатті, на Закарпатті та місцями в північних районах Лісостепу. За оцінками фахівців, чисельність становить 0,5—1 тис. пар. Зимує на всій території. |            |
| Сорокопуд червоноголовий            | Lanius senator   | Linnaeus, 1758     | Вид поза небезпекою | Пролітний, можливе гніздування. Спостерігали в Азово-Чорноморському регіоні від Дунаю до східних кордонів Донецької області, на північ до Луганська. Епізодичне гніздування є можливим у Криму.            |            |
| Сорокопуд білолобий                 | Lanius nubicus   | Lichtenstein, 1823 | Вид поза небезпекою | Рідкісний залітний. Єдине спостереження — на початку травня 2004 р. 1 особину відловили на о. Зміїному. |            |

До списку родин • до списку рядів

### Родина Воронові (Corvidae)
Воронові — птахи середніх і великих розмірів. Заселяють різні місцевості з деревною рослинністю, гірські місцевості. Моногами. Нагніздні. Всеїдні. Відомо 26 родів зі 115 видами, з яких в Україні зустрічається 10 видів.
| Українська назва                    | Латинська назва         | Автор таксона     | Статус МСОП         | Статус і поширення в Україні | Ілюстрація |
| Ряд: Горобцеподібні (Passeriformes) |                         |                   |                     | |            |
| Родина: Воронові (Corvidae)         |                         |                   |                     | |            |
| Галка альпійська*                   | Pyrrhocorax graculus    | ( Linnaeus, 1766) | Вид поза небезпекою | Рідкісний залітний птах, якого спостерігали в Карпатах в Чернівецькій області. |            |
| Кукша тайгова                       | Perisoreus infaustus    | ( Linnaeus, 1758) | Вид поза небезпекою | Рідкісний залітний птах Західного Полісся. |            |
| Сойка звичайна                      | Garrulus glandarius     | ( Linnaeus, 1758) | Вид поза небезпекою | Осілий, кочовий. Гніздиться на всій території, крім високогір'я. | ·          |
| Сорока звичайна                     | Pica pica               | ( Linnaeus, 1758) | Вид поза небезпекою | Осілий. Поширений на всій території, за винятком високогір'я Карпат та Кримських гір. | ·          |
| Горіхівка крапчаста                 | Nucifraga caryocatactes | ( Linnaeus, 1758) | Вид поза небезпекою | Гніздовий, кочовий, інвазійний. Гніздиться в Карпатах та у північних районах Полісся. Періодично відбуваються нальоти птахів з більш північних регіонів, зумовлені нестачею там корму. Під час інвазій в осінньо-гніздовий період може траплятись на всій території країни. |            |
| Галка звичайна                      | Corvus monedula         | Linnaeus, 1758    | Вид поза небезпекою | Осілий, кочовий. Гніздиться і зимує на всій території, крім гір. Мігрує скрізь. |            |
| Грак                                | Corvus frugilegus       | Linnaeus, 1758    | Вид поза небезпекою | Гніздовий, перелітний, зимуючий. Гніздиться і зимує майже на всій території України, крім гір. Мігрує скрізь. |            |
| Крук                                | Corvus corax            | Linnaeus, 1758    | Вид поза небезпекою | Осілий, кочовий. Поширений на всій території. |            |
| Ворона чорна*                       | Corvus corone           | Linnaeus, 1758    | Вид поза небезпекою | Ймовірно, залітний вид. У літературних джерелах є певні відомості про його гніздування на території країни в першій половині ХІХ ст. Надалі не було переконливих даних про його зальоти, а тим паче гніздування.                                                            |            |
| Ворона сіра                         | Corvus cornix           | Linnaeus, 1758    | Вид поза небезпекою | Осілий, кочовий. Поширений на всій території. | ·          |

До списку родин • до списку рядів

### Родина Синицеві (Paridae)
Синицеві — дрібні птахи, з конусоподібним дзьобом, заокругленими крилами і міцними ногами. Пальці з гострими, загнутими кігтями. Гніздяться здебільшого в дуплах. Заселяють різнотипні ліси. Моногами. Живлення змішане. Відомо 6 родів з 56 видами, з яких в Україні зустрічається 7 видів.
| Українська назва                    | Латинська назва       | Автор таксона        | Статус МСОП         | Статус і поширення в Україні | Ілюстрація |
| Ряд: Горобцеподібні (Passeriformes) |                       |                      |                     | |            |
| Родина: Синицеві (Paridae)          |                       |                      |                     | |            |
| Синиця чорна                        | Parus ater            | Linnaeus, 1758       | Вид поза небезпекою | Осілий, кочовий, зимуючий. Гніздиться в лісовій і частково в лісостеповій смугах, а також в гірському Криму. Чисельність оцінюють у 85—115 тис. пар. Взимку трапляється майже на всій території, крім півдня та південного сходу степової смуги. |            |
| Синиця чубата                       | Lophophanes cristatus | ( Linnaeus, 1758)    | Вид поза небезпекою | Осілий, частково кочовий. Поширений у лісовій і на значній частині лісостепової смуги, а також у Карпатах; Чисельність — 75—95 тис. пар. | ·          |
| Гаїчка болотяна                     | Poecile palustris     | ( Linnaeus, 1758)    | Вид поза небезпекою | Осілий, частково кочовий. Поширений у лісовій і лісостеповій смугах, а також у північній частині степової смуги; 250—380 тис. пар. |            |
| Гаїчка-пухляк                       | Poecile montanus      | ( Baldenstein, 1827) | Вид поза небезпекою | Осілий, кочовий. Поширений у лісовій та лісостеповій смузі; 170—210 тис. пар |            |
| Синиця блакитна                     | Parus caeruleus       | ( Linnaeus, 1758)    | Вид поза небезпекою | Осілий, кочовий, перелітний. Гніздиться на всій території, крім рівнинного Криму. Мігрує та зимує скрізь. |            |
| Синиця біла                         | Parus cyanus          | Pallas, 1770         | Вид поза небезпекою | Рідкісний осілий вид. Уперше гніздування виявлено в 2001 р., на півночі Волинської області. Тримається в долинах середньої течії Прип'яті та Стоходу; лише 5–8 гніздових пар.                                                                    |            |
| Синиця велика                       | Parus major           | Linnaeus, 1758       | Вид поза небезпекою | Осілий, кочовий, перелітний. На всій території країни. | ·          |

До списку родин • до списку рядів

### Родина Ремезові (Remizidae)
| Українська назва                    | Латинська назва  | Автор таксона     | Статус МСОП         | Статус і поширення в Україні | Ілюстрація |
| Ряд: Горобцеподібні (Passeriformes) |                  |                   |                     | |            |
| Родина: Ремезові (Remizidae)        |                  |                   |                     | |            |
| Ремез звичайний                     | Remiz pendulinus | ( Linnaeus, 1758) | Вид поза небезпекою | Гніздовий, перелітний, зрідка зимуючий. На гніздуванні трапляється на всій території, крім високогір'я Карпат і Криму. Зимує переважно на півдні країни. |            |

До списку родин • до списку рядів

### Родина Жайворонкові (Alaudidae)
Жайворонкові — птахи дрібних і середніх розмірів, з широкими крилами. Ноги середньої довжини, на задньому пальці довгий кіготь. Гніздяться виключно на землі. Переважно комахоїдні. Відомо 19 родів з 80 видами, з яких в Україні зустрічається 9 видів.
| Українська назва                    | Латинська назва            | Автор таксона          | Статус МСОП         | Статус і поширення в Україні | Ілюстрація |
| Ряд: Горобцеподібні (Passeriformes) |                            |                        |                     | |            |
| Родина: Жайворонкові (Alaudidae)    |                            |                        |                     | |            |
| Жайворонок євразійський             | Alaudala heinei            | ( Homeyer, 1873)       | Вид поза небезпекою | Гніздовий, перелітний, зимуючий. Гніздиться у Причорномор'ї, Північно-західному Приазов'ї, північній частині Криму; зимує у Присивашші. Чисельність становить приблизно 200—2000 пар; за десятиріччя скоротилась на 20 %. |            |
| Жайворонок степовий                 | Melanocorypha calandra     | ( Linnaeus, 1766)      | Вид поза небезпекою | Осілий, кочовий. Поширений у степовій і частково лісостеповій смугах. |            |
| Жайворонок чорний                   | Melanocorypha yeltoniensis | ( J. R. Forster, 1767) | Вид поза небезпекою | Рідкісний залітний взимку в південній частині степової смуги, у тому числі в Криму. |            |
| Жайворонок лісовий                  | Lullula arborea            | ( Linnaeus, 1758)      | Вид поза небезпекою | Гніздовий, перелітний, зимуючий. Гніздиться в лісовій і лісостеповій смугах, крім високогір'я Карпат, а також в північній частині степової смуги і Кримських горах; мігрує скрізь; зимує в Криму.                         |            |
| Жайворонок короткопалий             | Calandrella brachydactyla  | ( Leisler, 1814)       | Вид поза небезпекою | Гніздовий, перелітний, зрідка зимуючий. Гніздиться і мігрує в степовій смузі та частково у Лісостепу. |            |
| Жайворонок рогатий                  | Eremophila alpestris       | ( Linnaeus, 1758)      | Вид поза небезпекою | Зимуючий. Під час зимівлі може траплятися на всій території. |            |
| Жайворонок білокрилий               | Melanocorypha leucoptera   | ( Pallas, 1811)        | Вид поза небезпекою | Рідкісний залітний взимку на півдні степової зони. |            |
| Жайворонок польовий                 | Alauda arvensis            | Linnaeus, 1758         | Вид поза небезпекою | Гніздовий, перелітний, зимуючий. Гніздиться на всій території, крім гір; зимує в південних регіонах. | ·          |
| Посмітюха звичайна                  | Galerida cristata          | ( Linnaeus, 1758)      | Вид поза небезпекою | Осілий, кочовий. Трапляється на всій території, крім гір. |            |

До списку родин • до списку рядів

### Родина Panuridae
Суторові — дрібні птахи, з довгим східчастим хвостом. Дзьоб короткий. Крила короткі, заокруглені. Заселяють місцевості з густою трав'янистою рослинністю поблизу водойм. Комахоїдні. Відомо 3 роди з 19 видами, з яких в Україні зустрічається єдиний вид.
| Українська назва                    | Латинська назва   | Автор таксона     | Статус МСОП         | Статус і поширення в Україні                                                       | Ілюстрація |
| Ряд: Горобцеподібні (Passeriformes) |                   |                   |                     |                                                                                    |            |
| Родина: Panuridae                   |                   |                   |                     |                                                                                    |            |
| Синиця вусата                       | Panurus biarmicus | ( Linnaeus, 1758) | Вид поза небезпекою | Осілий, кочовий. Поширена на всій території, крім Карпат та більшої частини Криму. |            |

До списку родин • до списку рядів

### Родина Очеретянкові (Acrocephalidae)
| Українська назва                      | Латинська назва            | Автор таксона                 | Статус МСОП         | Статус і поширення в Україні | Ілюстрація |
| Ряд: Горобцеподібні (Passeriformes)   |                            |                               |                     | |            |
| Родина: Очеретянкові (Acrocephalidae) |                            |                               |                     | |            |
| Берестянка мала*                      | Hippolais caligata         | ( Lichtenstein, 1823)         | Вид поза небезпекою | Рідкісний залітний птах північно-східного регіону. |            |
| Берестянка бліда                      | Hippolais pallida          | ( Hemprich & Ehrenberg, 1833) | Вид поза небезпекою | Гніздовий, перелітний. Поширений в Придунайському регіоні.                                                                                                  |            |
| Берестянка оливкова                   | Hippolais olivetorum       | ( Strickland, 1837)           | Вид поза небезпекою | Рідкісний залітний. Спостерігали в Криму біля міста Алупки в ХІХ ст. та восени 2001 р. в м. Одесі.                                                          |            |
| Берестянка звичайна                   | Hippolais icterina         | ( Vieillot, 1817)             | Вид поза небезпекою | Гніздовий, перелітний. Гніздиться в лісовій і лісостеповій смугах, крім високогір'я Карпат, а також на значній частині степової смуги; мігрує скрізь.       |            |
| Очеретянка прудка                     | Acrocephalus paludicola    | ( Vieillot, 1817)             | Уразливий вид       | Гніздовий, перелітний. Гніздиться у Волинській, Рівненській, Київській і Чернігівській областях.                                                            |            |
| Очеретянка тонкодзьоба                | Acrocephalus melanopogon   | ( Temminck, 1823)             | Вид поза небезпекою | Гніздовий, перелітний. Гніздиться в Дунай-Дністровському регіоні.                                                                                           |            |
| Очеретянка лучна                      | Acrocephalus schoenobaenus | ( Linnaeus, 1758)             | Вид поза небезпекою | Гніздовий, перелітний. Гніздиться майже на всій території, крім Карпат, Криму та деяких районів півдня степової смуги. Під час міграцій трапляється скрізь. |            |
| Очеретянка садова                     | Acrocephalus dumetorum     | Blyth, 1849                   | Вид поза небезпекою | Гніздовий, перелітний. Гніздиться на півночі Харківщини. Зальоти мали місце на решті території північного сходу України.                                    |            |
| Очеретянка чагарникова                | Acrocephalus palustris     | ( Linnaeus, 1758)             | Вид поза небезпекою | Гніздовий, перелітний Гніздиться майже на всій території, крім Карпат, Криму та деяких інших південних районів; під час міграцій трапляється скрізь.        |            |
| Очеретянка ставкова                   | Acrocephalus scirpaceus    | ( Hermann, 1804)              | Вид поза небезпекою | Гніздовий, перелітний. Гніздиться майже на всій території, крім Карпат і південної частини Криму. Під час міграцій трапляється скрізь.                      |            |
| Очеретянка індійська                  | Acrocephalus agricola      | ( Jerdon, 1845)               | Вид поза небезпекою | Гніздовий, перелітний. Гніздиться в приморських районах та подекуди на сході країни.                                                                        |            |
| Очеретянка велика                     | Acrocephalus arundinaceus  | ( Linnaeus, 1758)             | Вид поза небезпекою | Гніздовий, перелітний. Досить поширений вид, гніздиться на всій території, крім гір; мігрує скрізь.                                                         | ·          |

До списку родин • до списку рядів

### Родина Кобилочкові (Locustellidae)
| Українська назва                    | Латинська назва         | Автор таксона       | Статус МСОП         | Статус і поширення в Україні | Ілюстрація |
| Ряд: Горобцеподібні (Passeriformes) |                         |                     |                     | |            |
| Родина: Кобилочкові (Locustellidae) |                         |                     |                     | |            |
| Кобилочка тайгова                   | Helopsaltes fasciolatus | ( G. R. Gray, 1861) | Вид поза небезпекою | Рідкісний залітний вид, якого спостерігали на Полтавщині.                                                                                           |            |
| Кобилочка солов'їна                 | Locustella luscinioides | ( Savi, 1824)       | Вид поза небезпекою | Гніздовий, перелітний птах майже на всій території, крім Карпат.                                                                                    | ·          |
| Кобилочка річкова                   | Locustella fluviatilis  | ( Wolf, 1810)       | Вид поза небезпекою | Гніздовий, перелітний. Гніздиться майже на всій території, крім Карпат, Криму, південних та південно-східних районів Степу; мігрує скрізь.          |            |
| Кобилочка-цвіркун                   | Locustella naevia       | ( Boddaert, 1783)   | Вид поза небезпекою | Гніздовий, перелітний птах лісової смуги, крім Карпат. Найбільш численним є у Західному Поліссі; гніздиться 5—8 тис. пар. Мігрує на всій території. |            |

До списку родин • до списку рядів

### Родина Ластівкові (Hirundinidae)
Ластівкові — дрібні птахи, з загостреними крилами, короткими ногами, коротким дзьобом і широким розрізом рота. Хвіст вилоподібний. Заселяють відкриті простори з урвищами поблизу прісних водойм, узлісся, гірські місцевості. Комахоїдні, ловлять на льоту. Відомо 17 родів з 77 видами, з яких в Україні зустрічається 5 видів.
| Українська назва                    | Латинська назва        | Автор таксона     | Статус МСОП         | Статус і поширення в Україні | Ілюстрація |
| Ряд: Горобцеподібні (Passeriformes) |                        |                   |                     | |            |
| Родина: Ластівкові (Hirundinidae)   |                        |                   |                     | |            |
| Ластівка міська                     | Delichon urbicum       | ( Linnaeus, 1758) | Вид поза небезпекою | Гніздовий, перелітний. Трапляється на всій території країни. |            |
| Ластівка даурська                   | Cecropis daurica       | ( Laxmann, 1769)  | Вид поза небезпекою | Рідкісний перелітний та гніздовий вид. Протягом 2006—2012 років зареєстровано поодинокі випадки гніздування в Криму . Зальоти трапляються в інших південних регіонах країни. |            |
| Ластівка сільська                   | Hirundo rustica        | Linnaeus, 1758    | Вид поза небезпекою | Гніздовий, перелітний. На всій території країни. | ·          |
| Ластівка скельна                    | Ptyonoprogne rupestris | ( Scopoli, 1769)  | Вид поза небезпекою | Рідкісний залітний. Спостерігали в Криму в травні 1977 р. та на о. Зміїному.                                                                                                 |            |
| Ластівка берегова                   | Riparia riparia        | ( Linnaeus, 1758) | Вид поза небезпекою | Гніздовий, перелітний. Гніздиться на всій території, крім гір; у періоди міграцій може траплятися скрізь.                                                                    |            |

До списку родин • до списку рядів

### Родина Вівчарикові (Phylloscopidae)
| Українська назва                     | Латинська назва           | Автор таксона          | Статус МСОП         | Статус і поширення в Україні | Ілюстрація |
| Ряд: Горобцеподібні (Passeriformes)  |                           |                        |                     | |            |
| Родина: Вівчарикові (Phylloscopidae) |                           |                        |                     | |            |
| Вівчарик світлочеревий               | Phylloscopus bonelli      | ( Vieillot, 1819)      | Вид поза небезпекою | Рідкісний залітний вид. Траплявся на заході та півдні країни, у тому числі в Криму. |            |
| Вівчарик жовтобровий                 | Phylloscopus sibilatrix   | ( Bechstein, 1793)     | Вид поза небезпекою | Гніздовий, перелітний. Гніздиться на всій території, за винятком південної частини степу; мігрує скрізь. Чисельність становить 200—250 тис. пар.                                                                          | ·          |
| Вівчарик лісовий                     | Phylloscopus inornatus    | ( Blyth, 1842)         | Вид поза небезпекою | Рідкісний залітний вид. Зареєстровано в Запорізькій області та в Криму |            |
| Вівчарик алтайський                  | Phylloscopus humei        | ( W. E. Brooks, 1878)  | Вид поза небезпекою | Рідкісний залітний вид. Відомо 4 реєстрації протягом 2004—2008 років: по дві — на о. Зміїному та в Одесі. |            |
| Вівчарик золотомушковий              | Phylloscopus proregulus   | ( Pallas, 1811)        | Вид поза небезпекою | Рідкісний залітний вид, Зареєстровано на о. Зміїному. |            |
| Вівчарик бурий                       | Phylloscopus fuscatus     | ( Blyth, 1842)         | Вид поза небезпекою | Рідкісний залітний вид. Зареєстровано на о. Зміїному. |            |
| Вівчарик весняний                    | Phylloscopus trochilus    | ( Linnaeus, 1758)      | Вид поза небезпекою | Гніздовий, перелітний. Гніздиться в лісовій і лісостеповій смугах, а також в північній частині степової смуги; мігрує на всій території.                                                                                  | ·          |
| Вівчарик-ковалик                     | Phylloscopus collybita    | ( Vieillot, 1817)      | Вид поза небезпекою | Гніздовий, перелітний, зрідка зимуючий. Досить поширений вид у лісовій і лісостеповій смугах, а також в північній частині степової смуги; мігрує на всій території. У незначній кількості може зимувати на півдні країни. | ·          |
| Вівчарик товстодзьобий               | Phylloscopus schwarzi     | ( Radde, 1863)         | Вид поза небезпекою | Рідкісний залітний птах. Спостерігали на півострові Тарханкуті 7 жовтня 1989 р.. |            |
| Вівчарик жовточеревий                | Phylloscopus nitidus      | Blyth, 1843            | Вид поза небезпекою | Рідкісний залітний вид, Спостерігали в Криму в 1856 р.. |            |
| Вівчарик зелений                     | Phylloscopus trochiloides | ( Sundevall, 1837)     | Вид поза небезпекою | Гніздовий, перелітний. Поширений у північно-східному регіоні; гніздиться 40—70 пар. Рідкісний пролітний на півночі та в центрі країни.                                                                                    |            |
| Вівчарик шелюговий                   | Phylloscopus borealis     | ( J. H. Blasius, 1858) | Вид поза небезпекою | Рідкісний залітний. Єдине спостереження — 29 травня 2006 р. у Хмельницькій області. |            |

До списку родин • до списку рядів

### РодинаВертункові(Scotocercidae)
| Українська назва                    | Латинська назва | Автор таксона     | Статус МСОП         | Статус і поширення в Україні                                                                                    | Ілюстрація |
| Ряд: Горобцеподібні (Passeriformes) |                 |                   |                     | |            |
| Родина: Вертункові (Scotocercidae)  |                 |                   |                     | |            |
| Очеретянка середземноморська        | Cettia cetti    | ( Temminck, 1820) | Вид поза небезпекою | Рідкісний залітний птах, Зареєстровано у Полтавській області, а також на межі Харківської і Донецької областей. |            |

До списку родин • до списку рядів

### Родина Ополовникові (Aegithalidae)
Ополовникові — комахоїдні птахи дрібних розмірів. Пальці з гострими, загнутими кігтями. Хвіст довгий, східчастий. Заселяють чагарники, листяні та мішані ліси. Відомо 3 роди з 8 видами, з яких в Україні зустрічається єдиний вид.
| Українська назва                    | Латинська назва     | Автор таксона     | Статус МСОП         | Статус і поширення в Україні | Ілюстрація |
| Ряд: Горобцеподібні (Passeriformes) |                     |                   |                     | |            |
| Родина: Ополовникові (Aegithalidae) |                     |                   |                     | |            |
| Ополовник звичайний                 | Aegithalos caudatus | ( Linnaeus, 1758) | Вид поза небезпекою | Осілий, кочовий. Гніздиться в лісовій і лісостеповій смузі, на півночі степової смуги, в пониззі Дніпра і гірському Криму. Взимку відсутній лише в південній та південно-східній частинах Степу. |            |

До списку родин • до списку рядів

### Родина Кропив'янкові (Sylviidae)
Кропив'янкові — дрібні птахи із коротким, загостреним дзьобом, біля основи якого присутні невеликі щетинки. Заселяють місцевості з рослинністю різного типу, від тундри до пустель. Переважно комахоїдні. Відомо 2 роди з 34 видами, з яких в Україні зустрічається 11 видів.
| Українська назва                    | Латинська назва       | Автор таксона                 | Статус МСОП         | Статус і поширення в Україні | Ілюстрація |
| Ряд: Горобцеподібні (Passeriformes) |                       |                               |                     | |            |
| Родина: Кропив'янкові (Sylviidae)   |                       |                               |                     | |            |
| Кропив'янка чорноголова             | Sylvia atricapilla    | ( Linnaeus, 1758)             | Вид поза небезпекою | Гніздовий, перелітний. Гніздиться скрізь, крім деяких районів півдня степової зони; мігрує скрізь.                                                                                            |            |
| Кропив'янка садова                  | Sylvia borin          | ( Boddaert, 1783)             | Вид поза небезпекою | Гніздовий, перелітний. Гніздиться в лісовій і лісостеповій смугах, а також на значній частині степової смуги; мігрує на всій території. Гніздову популяцію оцінюють приблизно у 500 тис. пар. |            |
| Кропив'янка пустельна*              | Curruca nana          | ( Hemprich & Ehrenberg, 1833) | Вид поза небезпекою | Рідкісний залітний вид, Спостерігали в Криму 6 травня 1943 р.. |            |
| Кропив'янка рябогруда               | Curruca nisoria       | ( Bechstein, 1795)            | Вид поза небезпекою | Гніздовий, перелітний. Трапляється скрізь, крім гір. Гніздова популяція становить 60—100 тис. пар.                                                                                            |            |
| Кропив'янка товстодзьоба            | Curruca crassirostris | ( Cretzschmar, 1830)          | Вид поза небезпекою | Рідкісний залітний вид, Спостерігали на о. Зміїному 24 квітня 1986 р. та 4 вересня 1992 р. у Криму на півострові Тарханкуті.                                                                  |            |
| Кропив'янка прудка                  | Curruca curruca       | ( Linnaeus, 1758)             | Вид поза небезпекою | Гніздовий, перелітний. Гніздиться на всій території, крім Криму, Присивашшя та частини Приазов'я, Чисельність — 150—250 тис. пар. Під час міграцій трапляється скрізь.                        |            |
| Кропив'янка біловуса                | Curruca mystacea      | Menetries, 1832               | Вид поза небезпекою | Рідкісний залітний вид. Одного птаха спіймано в Криму в травні 2004 р. |            |
| Кропив'янка середземноморська*      | Curruca melanocephala | ( J. F. Gmelin, 1789)         | Вид поза небезпекою | Рідкісний залітний вид. Зареєстровано на півострові Тарханкуті 9 та 13 квітня 1991 р. |            |
| Кропив'янка червоновола             | Curruca cantillans    | ( Pallas, 1764)               | Вид поза небезпекою | Рідкісний залітний вид. Траплявся в Північно-західному Причорномор'ї — навесні 1978 р. в Одеській області, в Криму — 25 квітня 1990 р. і 8 травня 1990 р.                                     |            |
| Кропив'янка Рюпеля                  | Curruca rueppelli     | Temminck, 1823                | Вид поза небезпекою | Рідкісний залітний вид, Зареєстровано в Придунайському регіоні. |            |
| Кропив'янка сіра                    | Curruca communis      | Latham, 1787                  | Вид поза небезпекою | Гніздовий, перелітний. На всій території. Чисельність становить 1,5—2 млн пар. |            |

До списку родин • до списку рядів

### Родина Підкоришникові (Certhiidae)
Підкоришникові — дрібні птахи. Дзьоб довгий, загнутий донизу. Ноги короткі, пальці довгі, із загнутими кігтями. Хвіст загострений. Комахоїдні. Відомо 2 роди з 6 видами, з яких в Україні зустрічається 2 види.
| Українська назва                    | Латинська назва       | Автор таксона     | Статус МСОП         | Статус і поширення в Україні                                                                                               | Ілюстрація |
| Ряд: Горобцеподібні (Passeriformes) |                       |                   |                     | |            |
| Родина: Підкоришникові (Certhiidae) |                       |                   |                     | |            |
| Підкоришник звичайний               | Certhia familiaris    | Linnaeus, 1758    | Вид поза небезпекою | Осілий, кочовий. Поширений в лісовій і лісостеповій смугах, на півночі степової смуги, в пониззях Дніпра, Дністра і Дунаю. |            |
| Підкоришник короткопалий            | Certhia brachydactyla | C. L. Brehm, 1820 | Вид поза небезпекою | Осілий, кочовий. Трапляється на території Закарпатської та Львівської областей; гніздування виявлено у Львові.             |            |

До списку родин • до списку рядів

### Родина Повзикові (Sittidae)
Повзикові — дрібні птахи із загостреним дзьобом. Хвіст з прямим краєм. Пальці довгі, із загнутими кігтями. Заселяють рівнинні ліси та гірські місцевості. Живлення змішане. Відомо 4 роди з 26 видами, з яких в Україні зустрічається 2 види.
| Українська назва                    | Латинська назва    | Автор таксона     | Статус МСОП         | Статус і поширення в Україні                                                                                              | Ілюстрація |
| Ряд: Горобцеподібні (Passeriformes) |                    |                   |                     | |            |
| Родина: Повзикові (Sittidae)        |                    |                   |                     | |            |
| Повзик звичайний                    | Sitta europaea     | Linnaeus, 1758    | Вид поза небезпекою | Звичайний, широко поширений осілий та кочовий птах лісової і лісостепової смуг, а також північної частини степової смуги. | ·          |
| Стінолаз                            | Tichodroma muraria | ( Linnaeus, 1766) | Вид поза небезпекою | Рідкісний залітний птах Карпат і Криму.                                                                                   |            |

До списку родин • до списку рядів

### Родина Воловоочкові (Troglodytidae)
Воловоочкові — птахи, які дрібніші від горобця. Дзьоб тонкий, загострений. Крила заокруглені. Заселяють місцевості з густою рослинністю. Комахоїдні. Відомо 14 родів з 60 видами, з яких в Україні зустрічається єдиний вид.
| Українська назва                     | Латинська назва         | Автор таксона     | Статус МСОП         | Статус і поширення в Україні                                                                                               | Ілюстрація |
| Ряд: Горобцеподібні (Passeriformes)  |                         |                   |                     | |            |
| Родина: Воловоочкові (Troglodytidae) |                         |                   |                     | |            |
| Волове очко                          | Troglodytes troglodytes | ( Linnaeus, 1758) | Вид поза небезпекою | Осілий, кочовий, перелітний. Гніздиться в лісовій і лісостеповій смугах, а також в Кримських горах; мігрує і зимує скрізь. | ·          |

До списку родин • до списку рядів

### Родина Пронуркові (Cinclidae)
Пронуркові — дрібні птахи із загостреним дзьобом. Крила заокруглені. Ноги міцні. Заселяють головним чином передгір'я та гори. Моногами. Нагніздні. Комахоїдні. Відомо 1 рід з 5 видами, з яких в Україні зустрічається єдиний вид.
| Українська назва                    | Латинська назва | Автор таксона     | Статус МСОП         | Статус і поширення в Україні                                                                                           | Ілюстрація |
| Ряд: Горобцеподібні (Passeriformes) |                 |                   |                     | |            |
| Родина: Пронуркові (Cinclidae)      |                 |                   |                     | |            |
| Пронурок біловолий                  | Cinclus cinclus | ( Linnaeus, 1758) | Вид поза небезпекою | Осілий, кочовий. Гніздиться в Карпатах, зимує також в Прикарпатті. Зальоти трапляються в інших регіонах заходу країни. |            |

До списку родин • до списку рядів

### Родина Шпакові (Sturnidae)
Шпакові — птахи дрібних і середніх розмірів. Дзьоб видовжений, загострений. Комахоїдні. Відомо 24 роди зі 108 видами, з яких в Україні зустрічається 2 види.
| Українська назва                    | Латинська назва  | Автор таксона     | Статус МСОП         | Статус і поширення в Україні | Ілюстрація |
| Ряд: Горобцеподібні (Passeriformes) |                  |                   |                     | |            |
| Родина: Шпакові (Sturnidae)         |                  |                   |                     | |            |
| Шпак звичайний                      | Sturnus vulgaris | Linnaeus, 1758    | Вид поза небезпекою | Гніздовий, перелітний, зимуючий. Гніздиться на всій території, крім високогір'я; мігрує скрізь; зимує на півдні, інколи біля населених пунктів на решті території. | ·          |
| Шпак рожевий                        | Sturnus roseus   | ( Linnaeus, 1758) | Вид поза небезпекою | Гніздовий, перелітний. Гніздиться у південно-східних районах степової зони та в Криму; трапляються зальоти на решті території країни.                              |            |

До списку родин • до списку рядів

### Родина Дроздові (Turdidae)
Дроздові — дрібні і середньої величини птахи. До родини входить близько 180 видів, в Україні зустрічається 9 видів.
| Українська назва                    | Латинська назва    | Автор таксона     | Статус МСОП         | Статус і поширення в Україні | Ілюстрація |
| Ряд: Горобцеподібні (Passeriformes) |                    |                   |                     | |            |
| Родина: Дроздові (Turdidae)         |                    |                   |                     | |            |
| Дрізд-короткодзьоб Свенсона*        | Catharus ustulatus | ( Nuttall, 1840)  | Вид поза небезпекою | Рідкісний залітний з Північної Америки. Єдина реєстрація — 10 листопада 1893 р. поблизу Харкова. |            |
| Дрізд-омелюх                        | Turdus viscivorus  | Linnaeus, 1758    | Вид поза небезпекою | Гніздовий, перелітний, зимуючий. Гніздиться в лісовій і лісостеповій смугах, а також в Карпатах і гірському Криму. Мігрує та зимує скрізь.                                                                                                 |            |
| Дрізд співочий                      | Turdus philomelos  | C. L. Brehm, 1831 | Вид поза небезпекою | Гніздовий, перелітний, зрідка зимуючий. Досить поширений вид. Гніздиться в лісовій і лісостеповій смугах, а також на півночі степової смуги і в гірському Криму. Мігрує на всій території. Зрідка трапляється взимку в південних областях. | ·          |
| Дрізд білобровий                    | Turdus iliacus     | Linnaeus, 1766    | Вид поза небезпекою | Гніздовий, перелітний, зрідка зимуючий. Гніздиться на Поліссі та сході Лісостепу; мігрує на всій території. Гніздова популяція становить 9—12 тис. пар. Взимку іноді трапляється на південному узбережжі Криму.                            |            |
| Дрізд чорний                        | Turdus merula      | Linnaeus, 1758    | Вид поза небезпекою | Гніздовий, перелітний, зимуючий. Досить поширений. Гніздиться і мігрує по всій країні. Регулярно зимує на півдні, на решті території трапляється взимку в містах.                                                                          | ·          |
| Чикотень                            | Turdus pilaris     | Linnaeus, 1758    | Вид поза небезпекою | Гніздовий, перелітний, зимуючий. Гніздиться в лісовій і лісостеповій смугах, також подекуди в степовій смузі; мігрує і зимує по всій території. Гніздова популяція становить 280—380 тис. пар.                                             |            |
| Дрізд гірський                      | Turdus torquatus   | Linnaeus, 1758    | Вид поза небезпекою | Гніздовий, перелітний. Гніздиться у Карпатах; під час міграцій трапляється у західних та південно-західних областях. |            |
| Дрізд Наумана*                      | Turdus naumanni    | Temminck, 1820    | Вид поза небезпекою | Рідкісний залітний вид, Спостерігали взимку на Одещині. |            |
| Дрізд чорноволий*                   | Turdus atrogularis | Jarocki, 1819     | Вид поза небезпекою | Рідкісний залітний вид, Спостерігали на Одещині та Харківщині. |            |

До списку родин • до списку рядів

### Родина Мухоловкові (Muscicapidae)
Мухоловкові — птахи дрібних і середніх розмірів. Дзьоб відносно короткий, біля основи дзьоба щетинки. Заселяють здебільшого місцевості з деревною та чагарниковою рослинністю. Моногами. Нагніздні. Комахоїдні. Найчисельніша родина ряду, налічує 257 родів з 1390 видами, з яких в Україні зустрічається 29 видів.
| Українська назва                    | Латинська назва         | Автор таксона         | Статус МСОП         | Статус і поширення в Україні | Ілюстрація |
| Ряд: Горобцеподібні (Passeriformes) |                         |                       |                     | |            |
| Родина: Мухоловкові (Muscicapidae)  |                         |                       |                     | |            |
| Вільшанка                           | Erithacus rubecula      | ( Linnaeus, 1758)     | Вид поза небезпекою | Гніздовий, перелітний, зимуючий. Гніздиться у лісовій і лісостеповій зонах, а також на значній частині степової зони і в Криму. Мігрує на всій території. Зимує на півдні, зрідка — на решті території країни. | ·          |
| Соловейко рудохвостий*              | Cercotrichas galactotes | ( Temminck, 1820)     | Вид поза небезпекою | Рідкісний залітний вид. Єдине спостереження —13 травня 1990 р. на Волині. |            |
| Мухоловка сіра                      | Muscicapa striata       | ( Pallas, 1764)       | Вид поза небезпекою | Гніздовий, перелітний. Гніздиться на всій території, крім рівнинної частини Криму. Популяція становить 500—600 тис. пар. Мігрує скрізь. |            |
| Синьошийка                          | Luscinia svecica        | ( Linnaeus, 1758)     | Вид поза небезпекою | Гніздовий, перелітний. Гніздиться в лісовій і лісостеповій смугах, а також на значній частині степової смуги та у Закарпатті; під час міграцій трапляється на всій території. |            |
| Соловейко східний                   | Luscinia luscinia       | ( Linnaeus, 1758)     | Вид поза небезпекою | Гніздовий, перелітний. Гніздиться майже на всій території, крім Карпат і більшої частини Криму. | ·          |
| Соловейко західний                  | Luscinia megarhynchos   | C. L. Brehm, 1831     | Вид поза небезпекою | Гніздовий, перелітний. Трапляється в Закарпатті, Прикарпатті, Криму та подекуди в південних областях Правобережжя країни. | ·          |
| Синьохвіст тайговий*                | Tarsiger cyanurus       | ( Pallas, 1773)       | Вид поза небезпекою | Рідкісний залітний. Єдине спостереження — в Донецькій області 7 вересня 1963 р. |            |
| Мухоловка мала                      | Ficedula parva          | ( Bechstein, 1792)    | Вид поза небезпекою | Гніздовий, перелітний. Гніздиться в лісовій і лісостеповій смугах, а також на півночі степової смуги; мігрує на всій території. |            |
| Мухоловка кавказька                 | Ficedula semitorquata   | ( Homeyer, 1885)      | Вид поза небезпекою | Рідкісний гніздовий і перелітний. На гніздуванні зареєстровано в Криму. |            |
| Мухоловка строката                  | Ficedula hypoleuca      | ( Pallas, 1764)       | Вид поза небезпекою | Гніздовий, перелітний. Гніздиться в лісовій і лісостеповій смугах, а також на півночі степової смуги. Чисельність — 260—330 тис. пар. Мігрує на всій території. | ·          |
| Мухоловка білошия                   | Ficedula albicollis     | ( Temminck, 1815)     | Вид поза небезпекою | Гніздовий, перелітний. Гніздиться в лісовій і лісостеповій смугах, а також на більшій частині степової смуги. Гніздиться 580—700 тис. пар. Мігрує на всій території. |            |
| Горихвістка чорна                   | Phoenicurus ochruros    | ( S. G. Gmelin, 1774) | Вид поза небезпекою | Гніздовий, перелітний, рідкісний зимуючий. Гніздиться переважно в населених пунктах майже по усій країні, крім більшої частини Криму. Популяція становить 200—350 тис. пар. Мігрує скрізь; у малій кількості зимує на півдні. |            |
| Горихвістка звичайна                | Phoenicurus phoenicurus | ( Linnaeus, 1758)     | Вид поза небезпекою | Гніздовий, перелітний. Гніздиться майже на всій території, крім південних і південно-східних степових районів; під час міграцій трапляється скрізь. |            |
| Скеляр строкатий                    | Monticola saxatilis     | ( Linnaeus, 1766)     | Вид поза небезпекою | Гніздовий, перелітний. Гніздиться в Гірському Криму та Карпатах; до 1000 гніздових пар. |            |
| Скеляр синій                        | Monticola solitarius    | ( Linnaeus, 1758)     | Вид поза небезпекою | Рідкісний залітний птах. Спостерігали в околицях Львова та Карпатах. |            |
| Трав'янка лучна                     | Saxicola rubetra        | ( Linnaeus, 1758)     | Вид поза небезпекою | Гніздовий, перелітний. Гніздиться майже на всій території, крім Криму та Приазов'я. Мігрує скрізь. |            |
| Трав'янка чорноголова               | Saxicola torquata       | ( Linnaeus, 1766)     | Вид поза небезпекою | Гніздовий, перелітний, зрідка зимуючий. Гніздиться майже на всій території, крім Полісся, Криму й Приазов'я. Мігрує скрізь. В Україні поширені 2 підвиди (за іншими класифікаціями, окремі види) — трав'янка чорноголова європейська (Saxicola torquata rubicola) і трав'янка чорноголова білошия (Saxicola torquata maurus: підвид Saxicola torquata variegatus, він же Saxicola maurus variegatus). У невеликій кількості трапляється взимку на півдні країни. |            |
| Кам'янка звичайна                   | Oenanthe oenanthe       | ( Linnaeus, 1758)     | Вид поза небезпекою | Гніздовий, перелітний. Гніздиться на всій території. Популяція становить 50 тис. пар. |            |
| Кам'янка попеляста                  | Oenanthe isabellina     | ( Temminck, 1829)     | Вид поза небезпекою | Гніздовий, перелітний. Поширений у степовій смузі. |            |
| Кам'янка пустельна                  | Oenanthe deserti        | ( Temminck, 1825)     | Вид поза небезпекою | Рідкісний залітний. Єдине спостереження — 12 листопада 2013 р. на Одещині в Кілійській дельті Дунаю (Дунайський біосферний заповідник) |            |
| Кам'янка строката                   | Oenanthe melanoleuca    | ( Güldenstädt, 1775)  | Вид поза небезпекою | Гніздовий, перелітний. Трапляється в Кримських горах; 50 гніздових пар. |            |
| Кам'янка лиса                       | Oenanthe pleschanka     | ( Lepechin, 1770)     | Вид поза небезпекою | Гніздовий, перелітний. Поширений у степовій зоні та горах Криму. |            |
| Кам'янка білогуза                   | Oenanthe leucura        | ( J. F. Gmelin, 1789) | Вид поза небезпекою | Залітний з Південної Європи. Зареєстровано в Криму. |            |

До списку родин • до списку рядів

### Родина Золотомушкові (Regulidae)
Золотомушкові — комахоїдні птахи дуже дрібних розмірів. Дзьоб короткий, тонкий. Крила заокруглені. Хвіст виїмчастий. Відомо 3 роди з 6 видами, з яких в Україні зустрічається 2 види.
| Українська назва                    | Латинська назва      | Автор таксона     | Статус МСОП         | Статус і поширення в Україні | Ілюстрація |
| Ряд: Горобцеподібні (Passeriformes) |                      |                   |                     | |            |
| Родина: Золотомушкові (Regulidae)   |                      |                   |                     | |            |
| Золотомушка жовточуба               | Regulus regulus      | ( Linnaeus, 1758) | Вид поза небезпекою | Осілий, кочовий, перелітний. Гніздиться в Поліссі, Карпатах та Кримських горах; мігрує і зимує на всій території країни.                              | ·          |
| Золотомушка червоночуба             | Regulus ignicapillus | ( Temminck, 1820) | Вид поза небезпекою | Осілий, кочовий, перелітний. Гніздиться в Карпатах і горах Криму, а також подекуди на Західному Поліссі. Взимку трапляється тільки в гірському Криму. |            |

До списку родин • до списку рядів

### Родина Омелюхові (Bombycillidae)
Омелюхові — птахи розміром, як дрізд. Ноги короткі. Рослиноїдні. Відомо 5 родів з 8 видами, з яких в Україні зустрічається єдиний вид.
| Українська назва                    | Латинська назва     | Автор таксона     | Статус МСОП         | Статус і поширення в Україні | Ілюстрація |
| Ряд: Горобцеподібні (Passeriformes) |                     |                   |                     | |            |
| Родина: Омелюхові (Bombycillidae)   |                     |                   |                     | |            |
| Омелюх звичайний                    | Bombycilla garrulus | ( Linnaeus, 1758) | Вид поза небезпекою | Зимуючий. Трапляється на всій території. Чисельність значно коливається в різні зимові сезони. В окремі роки відбуваються масові нальоти — інвазії. |            |

До списку родин • до списку рядів

### Родина Тинівкові (Prunellidae)
Тинівкові — дрібні комахоїдні птахи із коротким, загостреним дзьобом, біля основи якого присутні невеликі щетинки. Заселяють ліси та чагарники на рівнинах і в горах. Відомо 1 рід з 13 видами, з яких в Україні зустрічається 3 види.
| Українська назва                    | Латинська назва     | Автор таксона     | Статус МСОП         | Статус і поширення в Україні | Ілюстрація |
| Ряд: Горобцеподібні (Passeriformes) |                     |                   |                     | |            |
| Родина: Тинівкові (Prunellidae)     |                     |                   |                     | |            |
| Тинівка альпійська                  | Prunella collaris   | ( Scopoli, 1769)  | Вид поза небезпекою | Гніздовий, перелітний. Гніздиться в Карпатах у межах Івано-Франківської та Закарпатської областей, переважно на Чорногорі на висоті 1600—2060 м н.р.м. Популяція виду в Українських Карпатах становить 190 пар.  |            |
| Тинівка сибірська                   | Prunella montanella | ( Pallas, 1776)   | Вид поза небезпекою | Рідкісний залітний. Може траплятись на всій території країни. В Україні до 2015 р. було зареєстровано 4 зальоти (у 1985, 1996 та двічі у 2000 р.). У листопаді і грудні 2015 р. поодиноких птахів виявили тричі. |            |
| Тинівка лісова                      | Prunella modularis  | ( Linnaeus, 1758) | Вид поза небезпекою | Гніздовий, перелітний, зимуючий. Гніздиться на заході країни та в горах Криму; мігрує скрізь; зимує в приморських районах та інколи — в інших регіонах країни.                                                   | ·          |

До списку родин • до списку рядів

### Родина Горобцеві (Passeridae)
Горобцеві — різні за зовнішнім виглядом дрібні птахи. Дзьоб міцний, конусоподібний. Заселяють різного типу відкриті рівнинні ландшафти. Моногами. Нагніздні. Живлення змішане. Відомо 22 роди зі 155 видами, з яких в Україні зустрічається 5 видів.
| Українська назва                    | Латинська назва        | Автор таксона     | Статус МСОП         | Статус і поширення в Україні | Ілюстрація |
| Ряд: Горобцеподібні (Passeriformes) |                        |                   |                     | |            |
| Родина: Горобцеві (Passeridae)      |                        |                   |                     | |            |
| Горобець хатній                     | Passer domesticus      | ( Linnaeus, 1758) | Вид поза небезпекою | Осілий. Поширений на всій території країни. |            |
| Горобець чорногрудий                | Passer hispaniolensis  | ( Temminck, 1820) | Вид поза небезпекою | Гніздовий, перелітний. Вперше гніздування виду в Україні зареєстровано в 2002 р. в Одеській області в Придунав'ї. Згодом вид розширив гніздовий ареал на Дунай-Дністровське межиріччя. У 2012 р. вперше загніздився в Криму . |            |
| Горобець польовий                   | Passer montanus        | ( Linnaeus, 1758) | Вид поза небезпекою | Осілий. Трапляється на всій території країни. |            |
| Горобець скельний*                  | Petronia petronia      | ( Linnaeus, 1766) | Вид поза небезпекою | Рідкісний залітний. У травні 1993 р. його спостерігали в Івано-Франківській області. |            |
| В'юрок сніговий                     | Montifringilla nivalis | ( Linnaeus, 1766) | Вид поза небезпекою | Рідкісний залітний птах; зареєстровано в Карпатах. |            |

До списку родин • до списку рядів

### Родина Плискові (Motacillidae)
Плискові — дрібні птахи, з тонким рівним дзьобом, видовженим або довгим хвостом. Ноги тонкі, часто з довгим кігтем на задньому пальці. Заселяють здебільшого відкриті ландшафти як на рівнинах, так і в горах, інколи — розріджені ліси. Комахоїдні. Відомо 5 родів з 54 видами, з яких в Україні зустрічається 10 видів.
| Українська назва                    | Латинська назва    | Автор таксона     | Статус МСОП         | Статус і поширення в Україні | Ілюстрація |
| Ряд: Горобцеподібні (Passeriformes) |                    |                   |                     | |            |
| Родина: Плискові (Motacillidae)     |                    |                   |                     | |            |
| Щеврик лісовий                      | Anthus trivialis   | Linnaeus, 1758    | Вид поза небезпекою | Гніздовий, перелітний. Трапляється майже на всій території країни, окрім східних областей та степової частини Криму. |            |
| Щеврик оливковий                    | Anthus hodgsoni    | Richmond, 1907    | Вид поза небезпекою | Рідкісний залітний. Єдиний раз спіймано у Львівській області. |            |
| Щеврик червоногрудий                | Anthus cervinus    | ( Pallas, 1811)   | Вид поза небезпекою | Пролітний птах на всій території. |            |
| Щеврик американський                | Anthus rubescens   | ( Tunstall, 1771) | Вид поза небезпекою | Рідкісний залітний. Самку здобуто 16 березня 1979 р. в Криму. |            |
| Щеврик лучний                       | Anthus pratensis   | ( Linnaeus, 1758) | Вид поза небезпекою | Гніздовий, перелітний, зимуючий. Гніздиться на Поліссі і в північному Лісостепу; на прольоті численний в усіх зонах. Зимує на півдні. |            |
| Щеврик гірський                     | Anthus spinoletta  | ( Linnaeus, 1758) | Вид поза небезпекою | Гніздовий, перелітний, зрідка зимуючий. Гніздиться в Карпатах; взимку трапляється в Кримських горах, на Закарпатті та в дельті Дунаю. |            |
| Щеврик азійський                    | Anthus richardi    | Vieillot, 1818    | Вид поза небезпекою | Рідкісний залітний. Виявлено лише одного разу в Криму у першій половині ХІХ ст.. На підставі цього включено до переліку орнітофауни України |            |
| Щеврик польовий                     | Anthus campestris  | ( Linnaeus, 1758) | Вид поза небезпекою | Гніздовий, перелітний. Гніздиться на всій території, крім гір; мігрує скрізь. |            |
| Плиска жовта                        | Motacilla flava    | Linnaeus, 1758    | Вид поза небезпекою | Гніздовий, перелітний. Гніздиться на всій території, крім гір; мігрує скрізь. В Україні трапляються 3 підвиди: майже скрізь гніздиться номінативний підвид Motacilla flava flava, у приморських районах — плиска [жовта] чорноголова (Motacilla flava feldegg), а на Одещині зареєстровано заліт особини підвиду плиска [жовта] жовтоспинна (Motacilla flava lutea). Останні два підвиди, за деякими класифікаціями, вважають видами. |            |
| Плиска гірська                      | Motacilla cinerea  | Tunstall, 1771    | Вид поза небезпекою | Гніздовий, перелітний, зимуючий. Гніздиться в Карпатах і гірському Криму; під час міграцій трапляється на всій території країни. Зимує в передгір'ях, іноді трапляється взимку на водоймах решти території країни. |            |
| Плиска жовтоголова                  | Motacilla citreola | Pallas, 1776      | Вид поза небезпекою | Гніздовий, перелітний. Гніздиться в лісовій та лісостеповій смугах, а також на більшій частині Степу. |            |
| Плиска біла                         | Motacilla alba     | Linnaeus, 1758    | Вид поза небезпекою | Гніздовий, перелітний, зрідка зимуючий. На гніздуванні та під час міграції — це звичайний птах на всій території країни. У невеликій кількості може зимувати на півдні країни. |            |

До списку родин • до списку рядів

### Родина В'юркові (Fringillidae)
В'юркові — дрібні птахи з конусоподібним дзьобом, у деяких видів кінці щелеп схрещені. Хвіст виїмчастий. Заселяють ліси, чагарники, відкриті простори. Здебільшого зерноїдні. Відомо 19 родів зі 122 видами, з яких в Україні зустрічається 20 видів.
| Українська назва                    | Латинська назва               | Автор таксона           | Статус МСОП         | Статус і поширення в Україні | Ілюстрація |
| Ряд: Горобцеподібні (Passeriformes) |                               |                         |                     | |            |
| Родина: В'юркові (Fringillidae)     |                               |                         |                     | |            |
| Зяблик звичайний                    | Fringilla coelebs             | Linnaeus, 1758          | Вид поза небезпекою | Гніздовий, перелітний, зимуючий. Гніздиться і мігрує на всій території. Регулярно зимує на півдні та в Закарпатті; окремі особини і групи птахів взимку трапляються на решті території.                                | ·          |
| В'юрок                              | Fringilla montifringilla      | Linnaeus, 1758          | Вид поза небезпекою | Пролітний, зимуючий. Трапляється на всій території. |            |
| Костогриз                           | Coccothraustes coccothraustes | ( Linnaeus, 1758)       | Вид поза небезпекою | Осілий, кочовий, перелітний. Гніздиться майже на всій території, крім Присивашшя та рівнинного Криму; мігрує і зимує скрізь.                                                                                           |            |
| Чечевиця євразійська                | Carpodacus erythrinus         | ( Pallas, 1770)         | Вид поза небезпекою | Гніздовий, перелітний. Гніздиться в лісовій і лісостеповій смугах, а також в північній частині Степу і на півдні Криму; в періоди міграцій може траплятися майже скрізь.                                               |            |
| Чечевиця велика                     | Carpodacus rubicilla          | ( Güldenstädt, 1775)    | Вид поза небезпекою | Рідкісний залітний птах. Двічі спостерігали в Криму, востаннє — 19 липня 2001 р. у м. Алушті. |            |
| Чечевиця сибірська                  | Carpodacus roseus             | ( Pallas, 1766)         | Вид поза небезпекою | Рідкісний залітний птах. Спостерігали в Криму та поблизу Чернівців. |            |
| Смеречник тайговий                  | Pinicola enucleator           | ( Linnaeus, 1758)       | Вид поза небезпекою | Рідкісний залітний взимку на Поліссі. |            |
| Снігур звичайний                    | Pyrrhula pyrrhula             | ( Linnaeus, 1758)       | Вид поза небезпекою | Осілий, перелітний, зимуючий. Гніздиться в Карпатах та Поліссі; мігрує і зимує на всій території. |            |
| Зеленяк звичайний                   | Carduelis chloris             | ( Linnaeus, 1758)       | Вид поза небезпекою | Гніздовий, перелітний, зимуючий. Трапляється на всій території. |            |
| Чечітка гірська                     | Carduelis flavirostris        | ( Linnaeus, 1758)       | Вид поза небезпекою | Рідкісний залітний взимку в лісовій і лісостеповій смугах. |            |
| Коноплянка                          | Acanthis cannabina            | ( Linnaeus, 1758)       | Вид поза небезпекою | Гніздовий, перелітний, зимуючий. Трапляється на всій території. |            |
| Чечітка звичайна                    | Acanthis flammea              | ( Linnaeus, 1758)       | Вид поза небезпекою | Зимуючий птах на всій території, крім Карпат. В Україні трапляються два підвиди — Acanthis flammea flammea та чечітка [звичайна] біла Acanthis flammea hornemanni. За деякими класифікаціями, останній вважають видом. |            |
| Чечітка мала                        | Acanthis cabaret              | ( Statius Müller, 1776) | Вид поза небезпекою | Нечисленний зимуючий птах на більшій частині території. Донедавна розглядали як підвид чечітки звичайної. |            |
| Шишкар сосновий                     | Loxia pytyopsittacus          | Borkhausen, 1793        | Вид поза небезпекою | Залітний взимку на території Полісся. |            |
| Шишкар ялиновий                     | Loxia curvirostra             | Linnaeus, 1758          | Вид поза небезпекою | Осілий, кочовий і зимуючий птах північного сходу Полісся, Карпат і Кримських гір. Нерегулярно зимує також в лісовій та лісостеповій смугах.                                                                            |            |
| Шишкар білокрилий                   | Loxia leucoptera              | J. F. Gmelin, 1789      | Вид поза небезпекою | Рідкісний залітний взимку на території Полісся. Одного птаха 17 вересня 1997 р. спостерігали також у місті Дніпрі. |            |
| Щиглик звичайний                    | Carduelis carduelis           | ( Linnaeus, 1758)       | Вид поза небезпекою | Гніздовий, перелітний, зимуючий. Трапляється на всій території. |            |
| Щедрик європейський                 | Serinus serinus               | ( Linnaeus, 1766)       | Вид поза небезпекою | Гніздовий, перелітний, зимуючий. Гніздиться в західних областях, Карпатах, центральних районах Полісся, Лісостепу. Зимує на Закарпатті.                                                                                |            |
| Чиж лісовий                         | Spinus spinus                 | ( Linnaeus, 1758)       | Вид поза небезпекою | Гніздовий, перелітний, зимуючий. Гніздиться на Поліссі, в Карпатах та Кримських горах; мігрує і зимує на всій території.                                                                                               |            |

До списку родин • до списку рядів

### Родина Подорожникові (Calcariidae)
| Українська назва                    | Латинська назва       | Автор таксона     | Статус МСОП         | Статус і поширення в Україні                                            | Ілюстрація |
| Ряд: Горобцеподібні (Passeriformes) |                       |                   |                     |                                                                         |            |
| Родина: Подорожникові (Calcariidae) |                       |                   |                     |                                                                         |            |
| Подорожник лапландський             | Calcarius lapponicus  | ( Linnaeus, 1758) | Вид поза небезпекою | Рідкісний зимуючий птах лісової, лісостепової та півночі степової смуг. |            |
| Пуночка снігова                     | Plectrophenax nivalis | ( Linnaeus, 1758) | Вид поза небезпекою | Зимуючий вид, може траплятись на всій території.                        |            |

До списку родин • до списку рядів

### Родина Вівсянкові (Emberizidae)
Вівсянкові — дрібні птахи, з конусоподібним дзьобом. Хвіст виїмчастий. Заселяють чагарники і відкриті ландшафти. Живлення змішане. Відомо 46 родів з 576 видами, з яких в Україні зустрічається 16 видів.
| Українська назва                    | Латинська назва        | Автор таксона      | Статус МСОП         | Статус і поширення в Україні | Ілюстрація |
| Ряд: Горобцеподібні (Passeriformes) |                        |                    |                     | |            |
| Родина: Вівсянкові (Emberizidae)    |                        |                    |                     | |            |
| Вівсянка чорноголова                | Emberiza melanocephala | Scopoli, 1769      | Вид поза небезпекою | Гніздовий, перелітний. Поширений у Приазов'ї та Криму. Чисельність становить до 200 пар.                                                                                  |            |
| Просянка                            | Emberiza calandra      | Linnaeus, 1758     | Вид поза небезпекою | Осілий, кочовий, перелітний. Гніздиться на всій території, крім гір; зимує на значній частині лісостепової та степової смуг. Гніздова популяція становить 30—50 тис. пар. |            |
| Вівсянка гірська                    | Emberiza cia           | Linnaeus, 1766     | Вид поза небезпекою | Осілий, кочовий. Гніздиться в Кримських горах; зимує також у передгір'ї.                                                                                                  |            |
| Вівсянка скельна                    | Emberiza buchanani     | Blyth, 1845        | Вид поза небезпекою | Рідкісний залітний вид. Зареєстровано на о. Зміїному. |            |
| Вівсянка садова                     | Emberiza hortulana     | Linnaeus, 1758     | Вид поза небезпекою | Гніздовий, перелітний. Гніздиться на всій території, крім Карпат і Присивашшя; мігрує скрізь.                                                                             |            |
| Вівсянка сивоголова*                | Emberiza caesia        | Cretzschmar, 1827  | Вид поза небезпекою | Рідкісний залітний вид. Зареєстровано в Криму. |            |
| Вівсянка городня*                   | Emberiza cirlus        | Linnaeus, 1766     | Вид поза небезпекою | Рідкісний залітний вид. Зареєстровано в Криму та на Львівщині. |            |
| Вівсянка звичайна                   | Emberiza citrinella    | Linnaeus, 1758     | Вид поза небезпекою | Осілий, кочовий. Поширена в лісовій та лісостеповій смугах, а також на більшій частині степової смуги і в гірському Криму; не зимує лише в Карпатах.                      | ·          |
| Вівсянка білоголова                 | Emberiza leucocephalos | S. G. Gmelin, 1771 | Вид поза небезпекою | Залітний взимку. Може траплятися на всій території країни. |            |
| Вівсянка очеретяна                  | Emberiza schoeniclus   | ( Linnaeus, 1758)  | Вид поза небезпекою | Гніздовий, перелітний, зимуючий. Гніздиться майже по всій території, крім Карпат і більшої частини Криму. Регулярно зимує в лісостеповій та степовій смугах.              |            |
| Вівсянка лучна                      | Emberiza aureola       | Pallas, 1773       | Вид поза небезпекою | Гніздовий, перелітний. Рідкісний, трапляється локально на північному сході Полісся. Ймовірно, нині зник з гніздування в Україні.                                          |            |
| Вівсянка-ремез                      | Emberiza rustica       | Pallas, 1776       | Вид поза небезпекою | Рідкісний залітний. Зареєстровано в Криму, Одеській та Львівській областях.                                                                                               |            |
| Вівсянка-крихітка                   | Emberiza pusilla       | Pallas, 1776       | Вид поза небезпекою | Рідкісний залітний. Зареєстровано біля Києва, в Криму, а також у Волинській області.                                                                                      |            |
| Вівсянка жовтоброва*                | Emberiza chrysophrys   | Pallas, 1776       | Вид поза небезпекою | Рідкісний залітний. Зареєстровано в Львівській області. |            |

До списку родин • до списку рядів